# Hver gang vi møtes
 (décembre 2023).
La mise en forme du texte ne suit pas les recommandations de Wikipédia : il faut le « wikifier ».
Les points d'amélioration suivants sont les cas les plus fréquents. Le détail des points à revoir est peut-être précisé sur la page de discussion.
- Les titres sont pré-formatés par le logiciel. Ils ne sont ni en capitales, ni en gras.
- Le texte ne doit pas être écrit en capitales (les noms de famille non plus), ni en gras, ni en italique, ni en « petit »…
- Le gras n'est utilisé que pour surligner le titre de l'article dans l'introduction, une seule fois.
- L'italique est rarement utilisé : mots en langue étrangère, titres d'œuvres, noms de bateaux, etc.
- Les citations ne sont pas en italique mais en corps de texte normal. Elles sont entourées par des guillemets français : « et ».
- Les listes à puces sont à éviter, des paragraphes rédigés étant largement préférés. Les tableaux sont à réserver à la présentation de données structurées (résultats, etc.).
- Les appels de note de bas de page (petits chiffres en exposant, introduits par l'outil «  Source ») sont à placer entre la fin de phrase et le point final[comme ça].
- Les liens internes (vers d'autres articles de Wikipédia) sont à choisir avec parcimonie. Créez des liens vers des articles approfondissant le sujet. Les termes génériques sans rapport avec le sujet sont à éviter, ainsi que les répétitions de liens vers un même terme.
- Les liens externes sont à placer uniquement dans une section « Liens externes », à la fin de l'article. Ces liens sont à choisir avec parcimonie suivant les règles définies. Si un lien sert de source à l'article, son insertion dans le texte est à faire par les notes de bas de page.
- La présentation des références doit suivre les conventions bibliographiques. Il est recommandé d'utiliser les modèles {{Ouvrage}}, {{Chapitre}}, {{Article}}, {{Lien web}} et/ou {{Bibliographie}}. Le mode d'édition visuel peut mettre en forme automatiquement les références.
- Insérer une infobox (cadre d'informations à droite) n'est pas obligatoire pour parachever la mise en page.

Pour une aide détaillée, merci de consulter Aide:Wikification.
Si vous pensez que ces points ont été résolus, vous pouvez retirer ce bandeau et améliorer la mise en forme d'un autre article.
Hver gang vi møtes (« chaque fois qu'on est réunis ») est un programme de divertissement musical norvégien diffusé sur la chaîne TV 2 depuis le 28 janvier 2012.
Parmi les nombreux artistes invités depuis 2012, on compte notamment la participation de Lene Marlin, Alexander Rybak, Lene Nystrøm, Tshawe Baqwa...

## Description
Sept artistes issus de la scène musicale norvégienne se réunissent autour d'une table dans le décor d'un chalet de la campagne norvégienne. Chaque émission (en moyenne, 8 par saison) est entièrement consacrée à l'un des invités d'honneur, Le repas est l'occasion d'échanges cordiaux, de confidences personnelles ou d'anecdotes professionnelles entre les convives. Ces échanges sont ponctués par l'intervention des autres convives qui viennent sur la scène aménagées en face de la tablée pour interpréter chacun leur tour une chanson du répertoire de l'invité d'honneur. L'artiste est libre de reprendre la chanson en l'adaptant à sa guise, tant en genre, en style, à la langue... Sur scène, les artistes sont accompagnés de divers musiciens et choristes le cas échéant.
Une saison-type se compose de huit épisodes où chaque épisode est consacré à un invité d'honneur qui, en outre des échanges à table, assiste à la reprise de son répertoire par les autres convives. Le huitième épisode n'est pas dédié à un invité mais réservé à des duos.

### Cas exceptionnels
Il existe quelques exceptions au concept de base. Ainsi la saison 10, en 2020, ne compte pas 7 convives mais. Également, la saison 8, compte 8 invité au lieu des sept habituels. cette saison a également la particularité de ne pas avoir d'épisode de duos (le huitième épisode étant attribué à l'invité supplémentaire).

### Inspirations
Le concept de réunions d'artistes de scène est une adaptation d'un format d'émissions néerlandaises intitulées De beste zangers van Nederland (« les meilleurs chanteurs des Pays-Bas »).
Le nom de la série est une citation d'un couplet de la chanson Venner (« amis »), écrite par Halvdan Sivertsen : Hver gang vi møtes har vi det bra♫ (« chaque fois qu'on est réunis, on passe de bons moments »). Par ailleurs, résident de longue date Bodø, lieu de tournage de l'émission, Halvdan Sivertsen est le premier invité d'honneur du premier épisode de la première saison.

## Informations techniques

### Réalisation et production
Le 6 janvier 2015, la réalisatrice Anne Lena Refsnes Hansen affirme au Harstad Tidende, quotidien de presse régionale, qu'elle fait partie d'une équipe de quatre réalisateurs engagés sur l'émission Hver gang vi møtes.
La société de production du programme est Mastiff, une entreprise dont le siège social est à Oslo.

### Audiences
La première saison est en moyenne regardée par 600 000 téléspectateurs. La première de la saison deux réunit 986 000 téléspectateurs.

## Récompenses
Le programme reçoit deux prix pendant la Gullruten 2012 : meilleur programme d'entretien et meilleure nouvelle série de programmes, et remporte également la catégorie du meilleur programme d'entretien lors de la Gulleruten 2013. Il est en outre nommé dans la catégorie du meilleur programme d'entretien pour les Gullruten 2021 et 2023, tandis que Emma Steinbakken et Isah sont nommés ensemble au prix du public pour la saison 13 du programme lors de la Gullruten 2023,.

## Contenu des saisons
(La numérotation devant chaque convive reflète l'ordre de diffusion de l'émission qui lui est individuellement consacrée.)

### Saison 1 (2012)

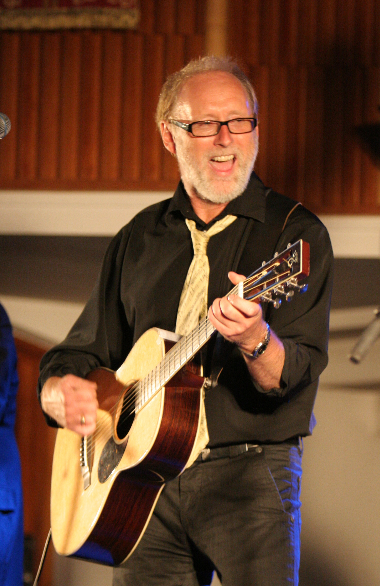
L'invité d'honneur du tout premier épisode est Halvdan Sivertsen, dont un couplet a donné le titre de l'émission

Pour sa première saison, en 2012, l'émission accueille pour convives : 1. Halvdan Sivertsen 2. Bertine Zetlitz, 3. Jan Eggum, 4. Anne Grete Preus, 5. Øyvind Sauvik, dit Vinni, 6. Elvira Nikolaisen, et 7. Øystein Dolmen,
Lors de l'épisode 1, Vinni interprète Sommerfuggel in winterland (« papillon en pays hivernal »), morceau chanté il y a 25 ans par Halvdan Sivertsen. Après ce premier épisode, le titre atteint des sommets sur iTunes. La musique fait partie de la compilation musicale Hver gang vi møtes parue par la société  EMI après la diffusion de l'ensemble de la saison.

En guise de clôture de cette première saison, un huitième épisode présente des interprétations personnelles de chansons laissées au choix des artistes en solo ou en duo.

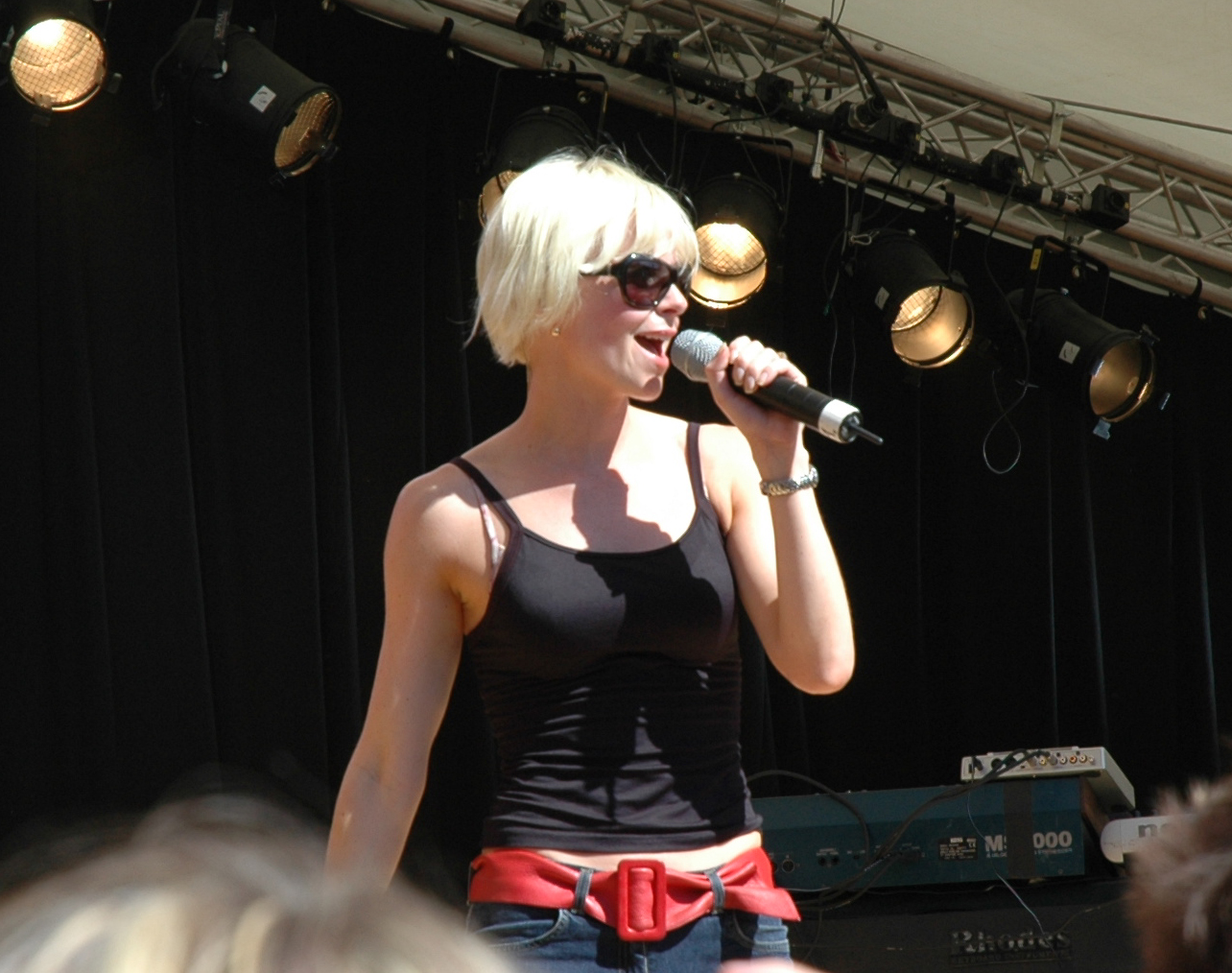
Bertine Zetlitz, à l'honneur de l'épisode 2
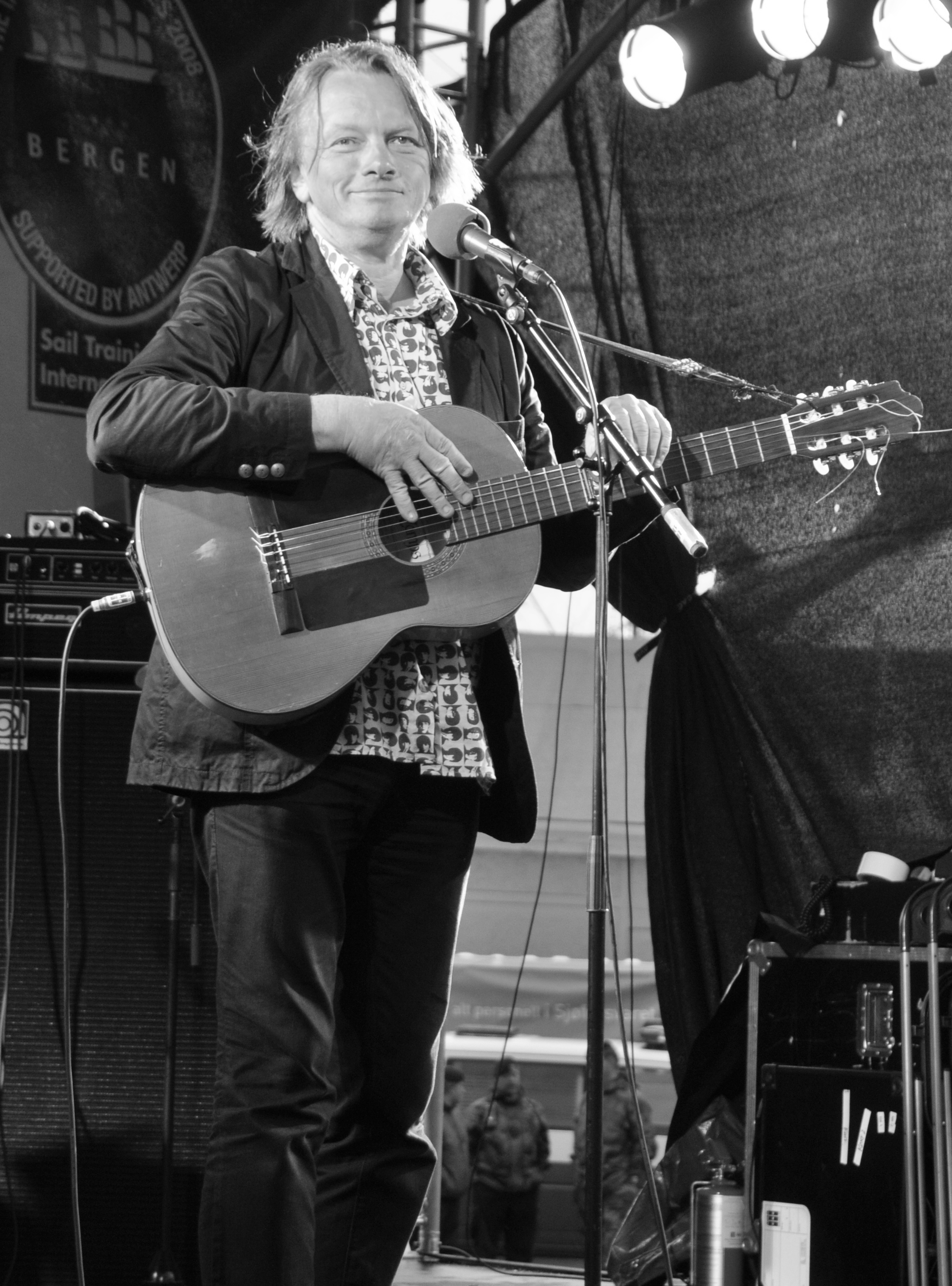
Jan Eggum, à l'honneur de l'épisode 3
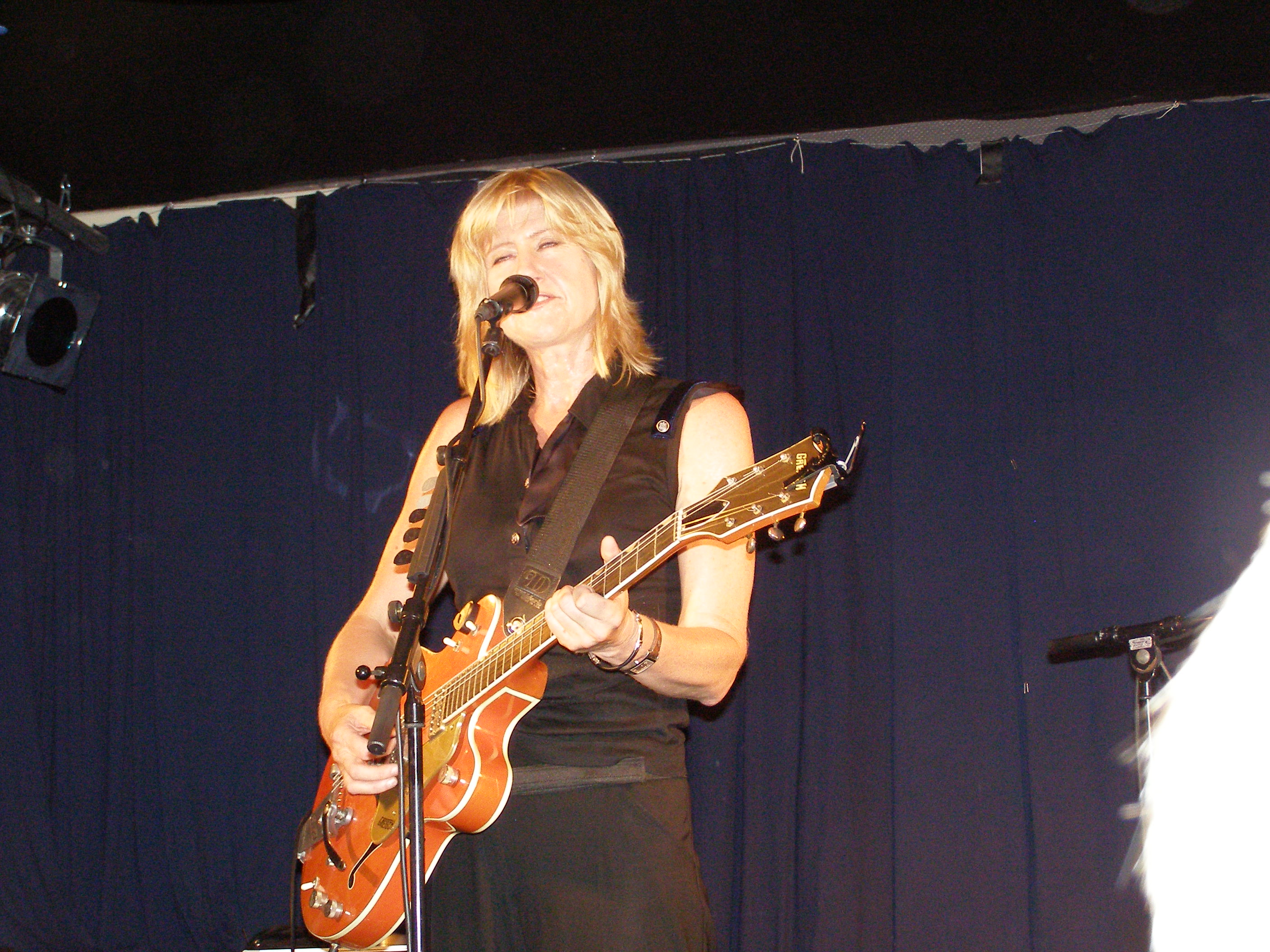
Anne Grete Preus, à l'honneur de l'épisode 4
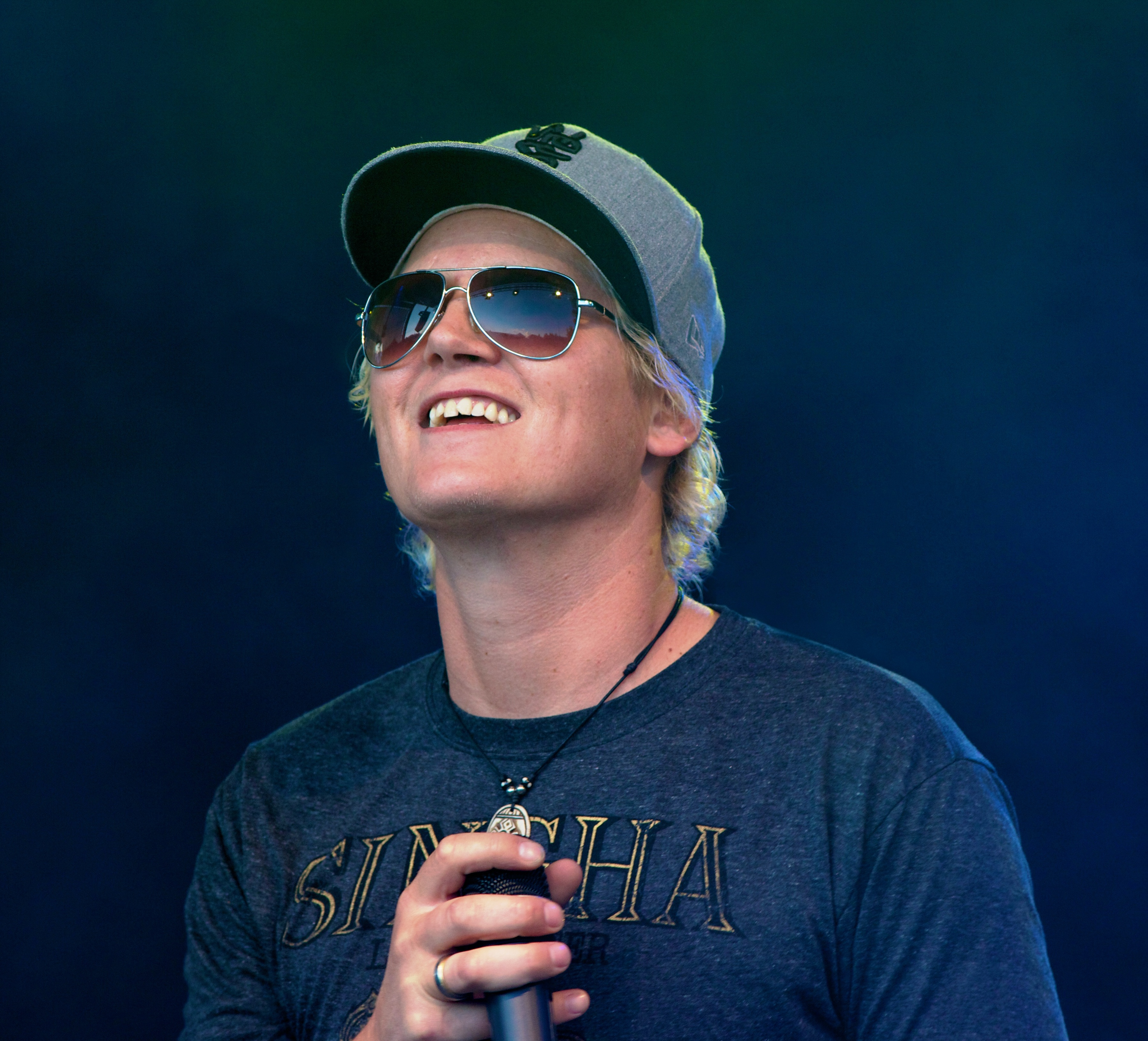
Øyvind « Vinni » Sauvik, à l'honneur de l'épisode 5
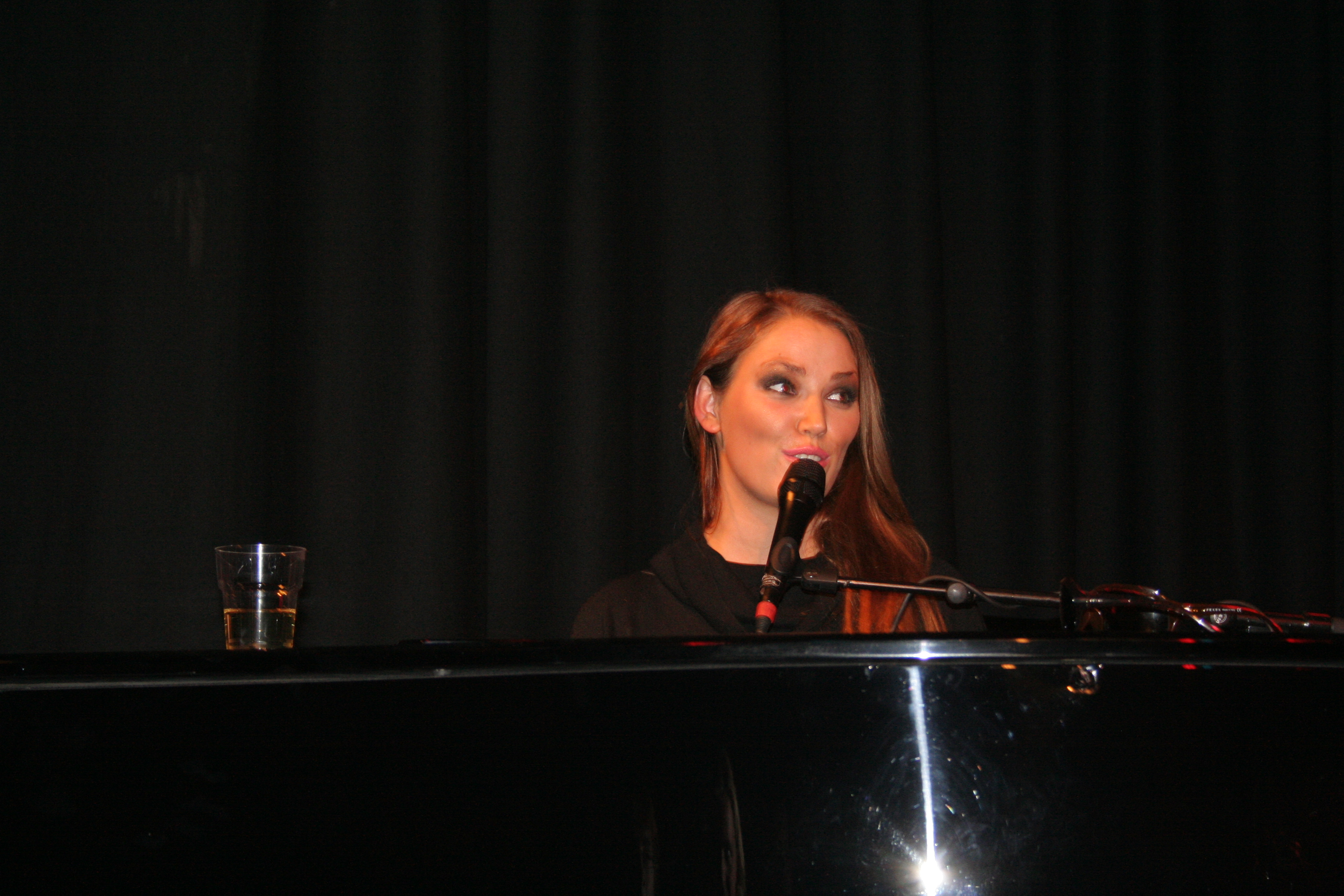
Elvira Nikolaisen, à l'honneur de l'épisode 6
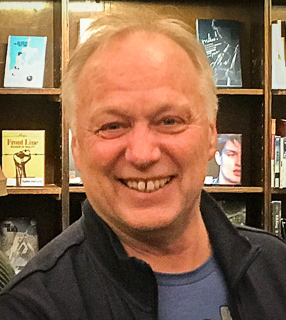
Øystein Dolmen, à l'honneur de l'épisode 7

### Saison 2 (2013)

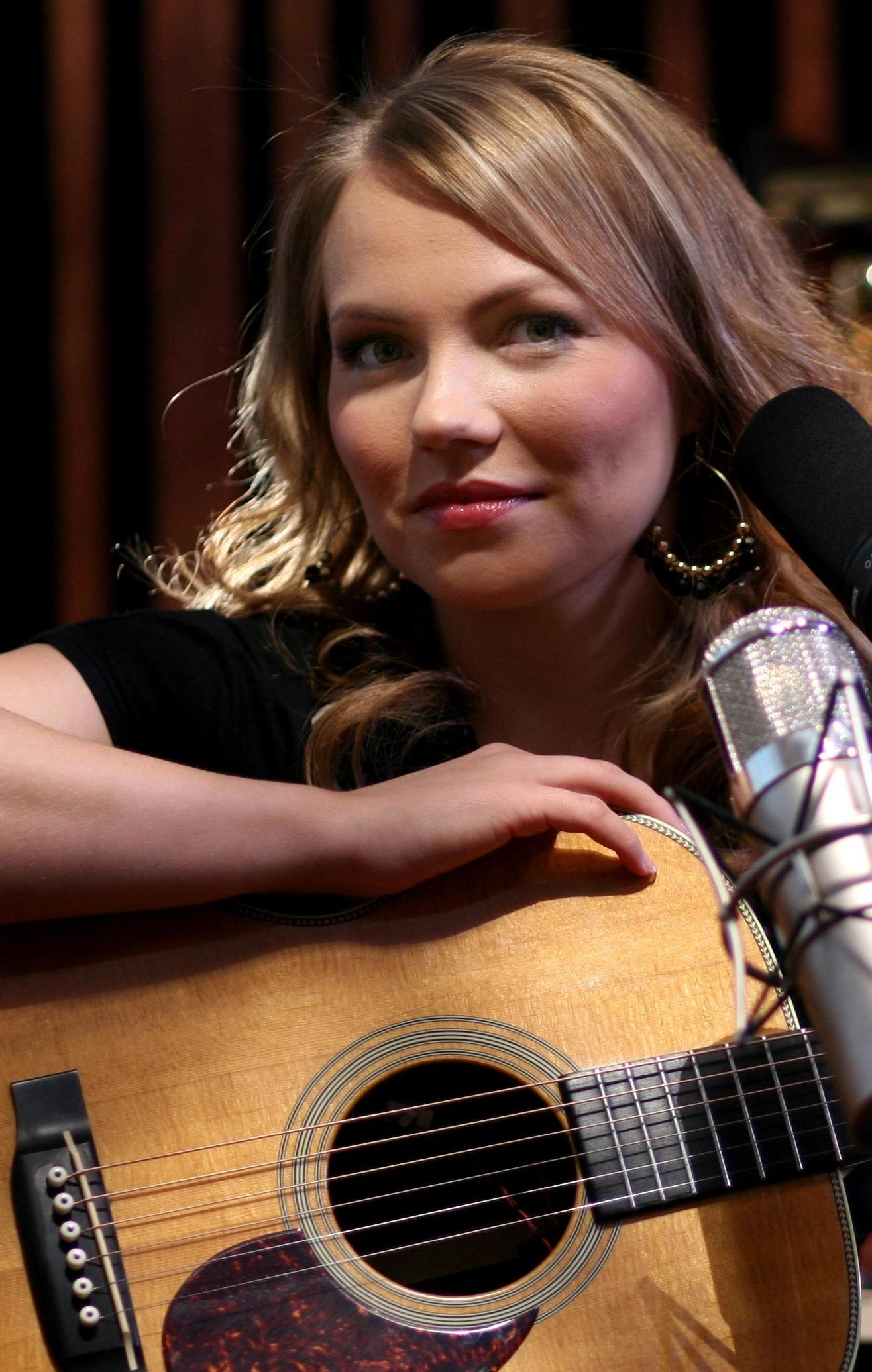
Lene Marlin, invitée d'honneur de l'épisode 3

En 2013, les convives de la saison 2 sont :
1. Anita Skorgan, 2. Morten Abel, 3. Lene Marlin, 4. Kurt Nilsen, 5. Magnus Grønneberg, 6. Marion Ravn et 7. Ole Paus.
En guise de finale à la saison 2, un huitième épisode est consacré aux interprétations en duo (entre parenthèses, l'interprète d'origine) :
- Kurt Nilsen et Anita Skorgan interprètent Friendly
- Marion Ravn et Lene Marlin interprètent Where I'm Headed
- Ole Paus et Magnus Grønneberg interprètent Hodet over vannet
- Marion Ravn et Magnus Grønneberg interprètent Syndere i sommersol
- Morten Abel et Anita Skorgan interprètent She's So High (Kurt Nilsen)
- Kurt Nilsen et Lene Marlin interprètent Engler i sneen
- Ole Paus et Morten Abel interprètent Tulipz

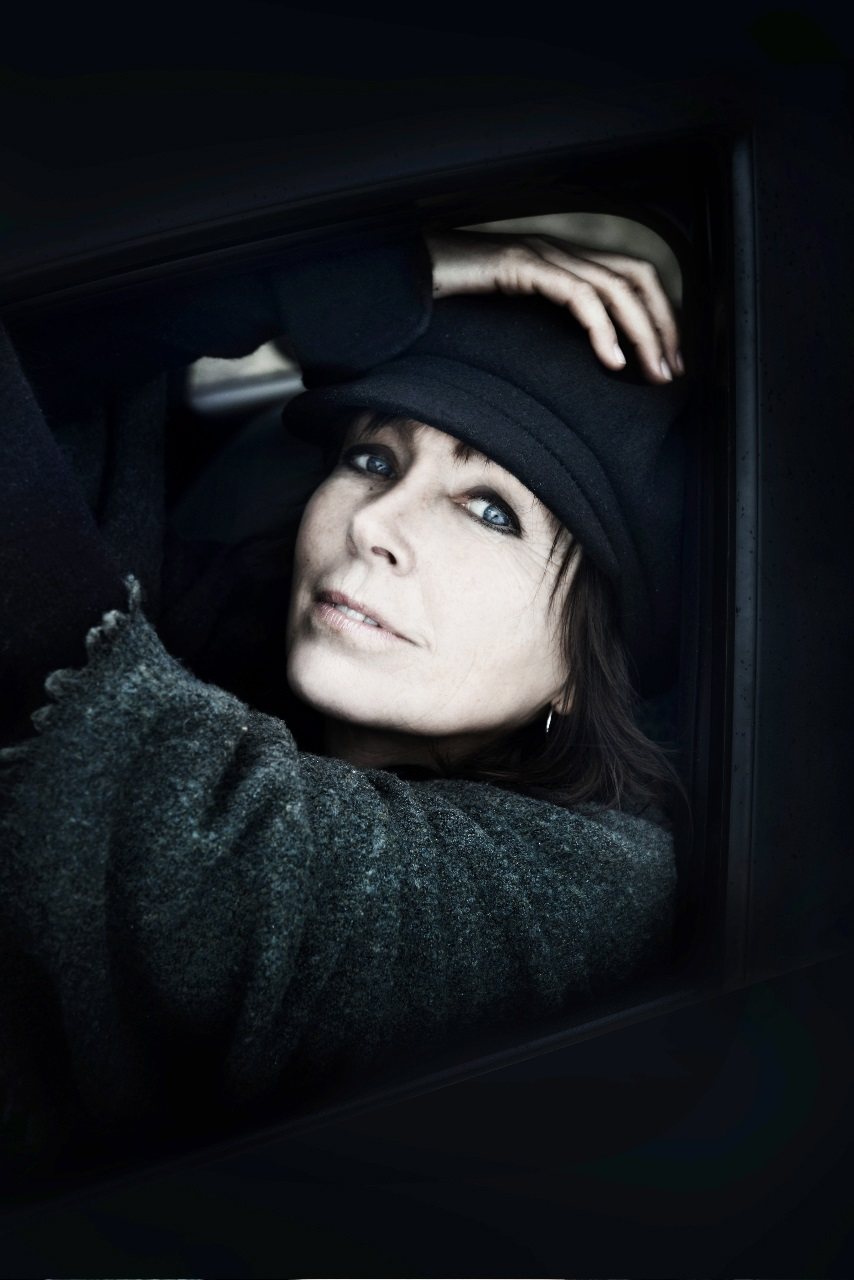
Anita Skorgan, à l'honneur de l'épisode 1
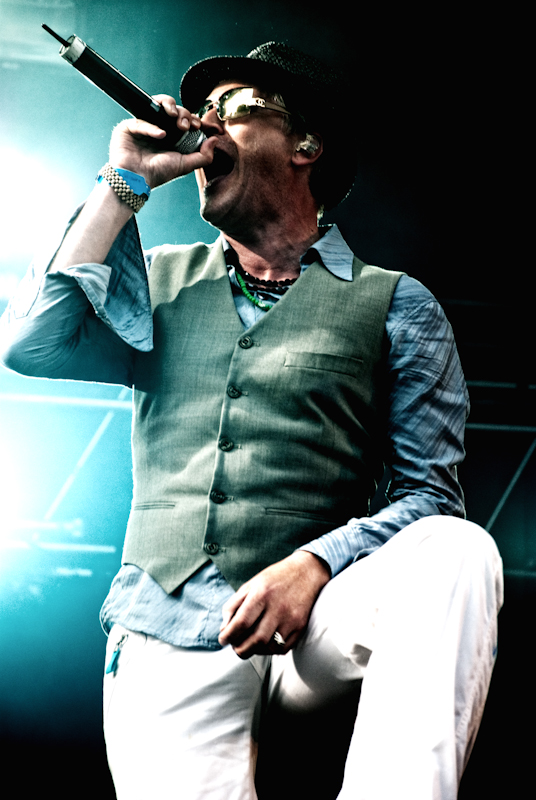
Morten Abel, à l'honneur de l'épisode 2
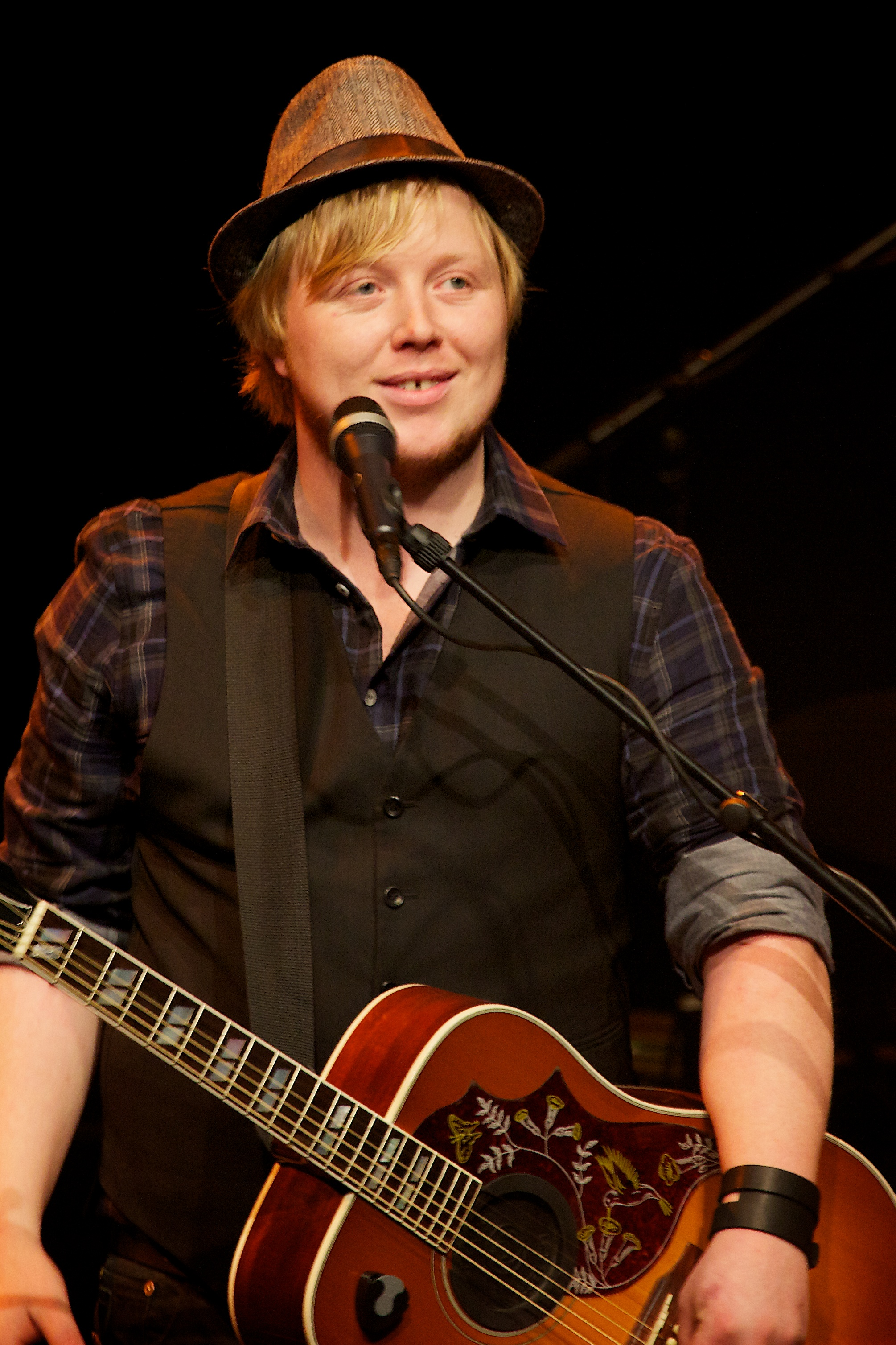
Kurt Nilsen, à l'honneur de l'épisode 4
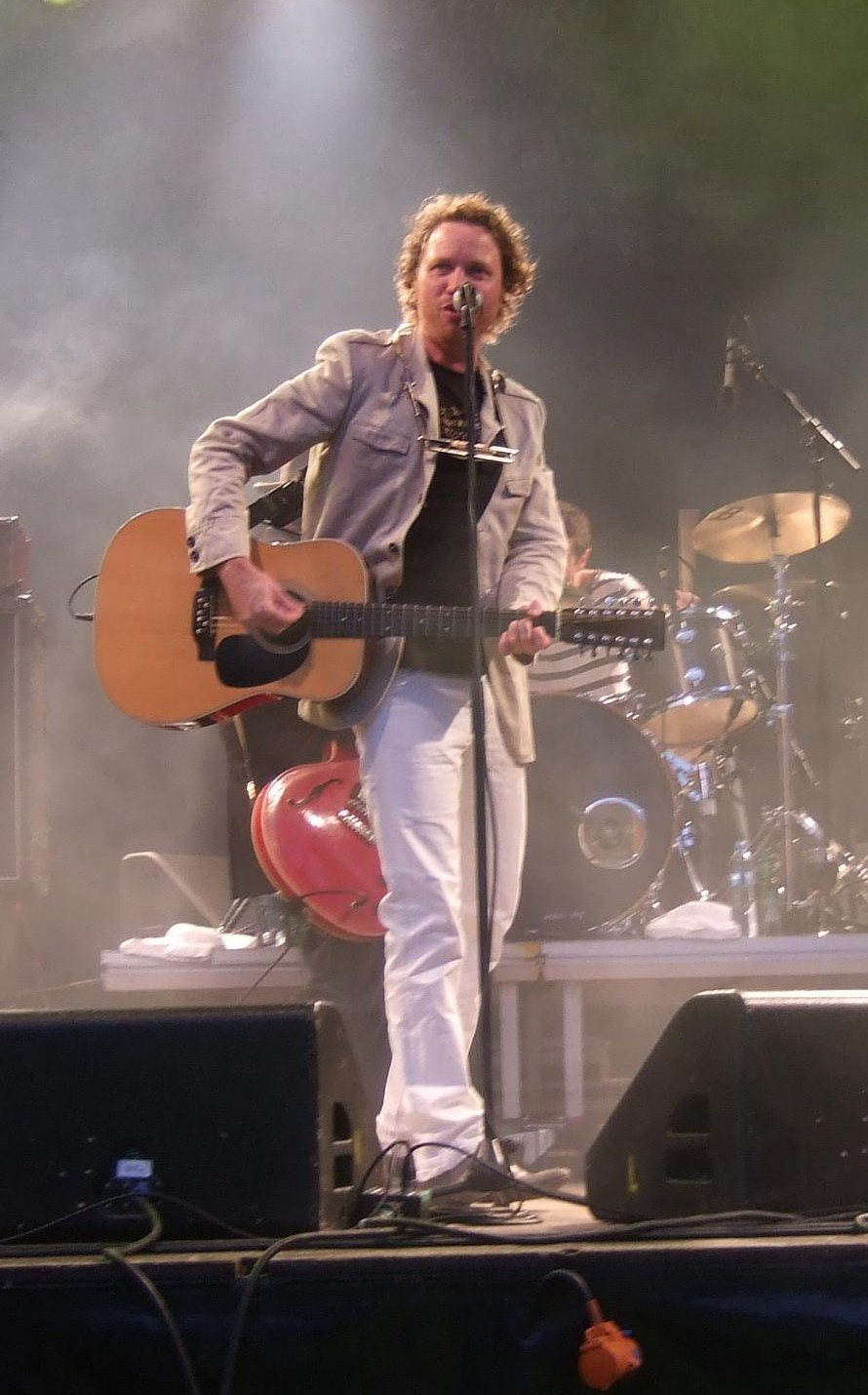
Magnus Grønneberg, à l'honneur de l'épisode 5
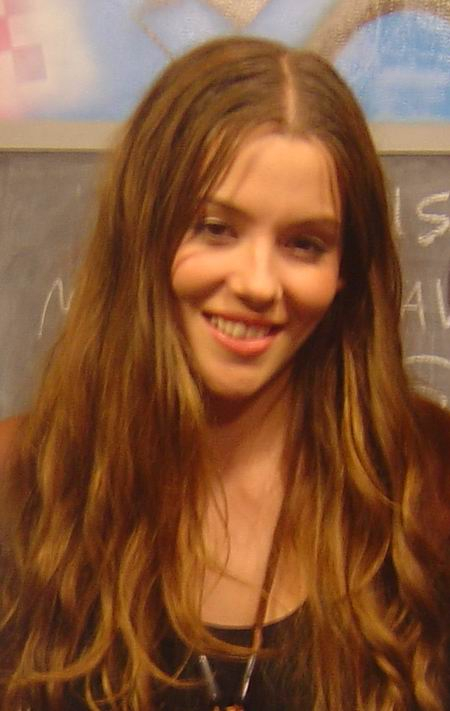
Marion Ravn, à l'honneur de l'épisode 6
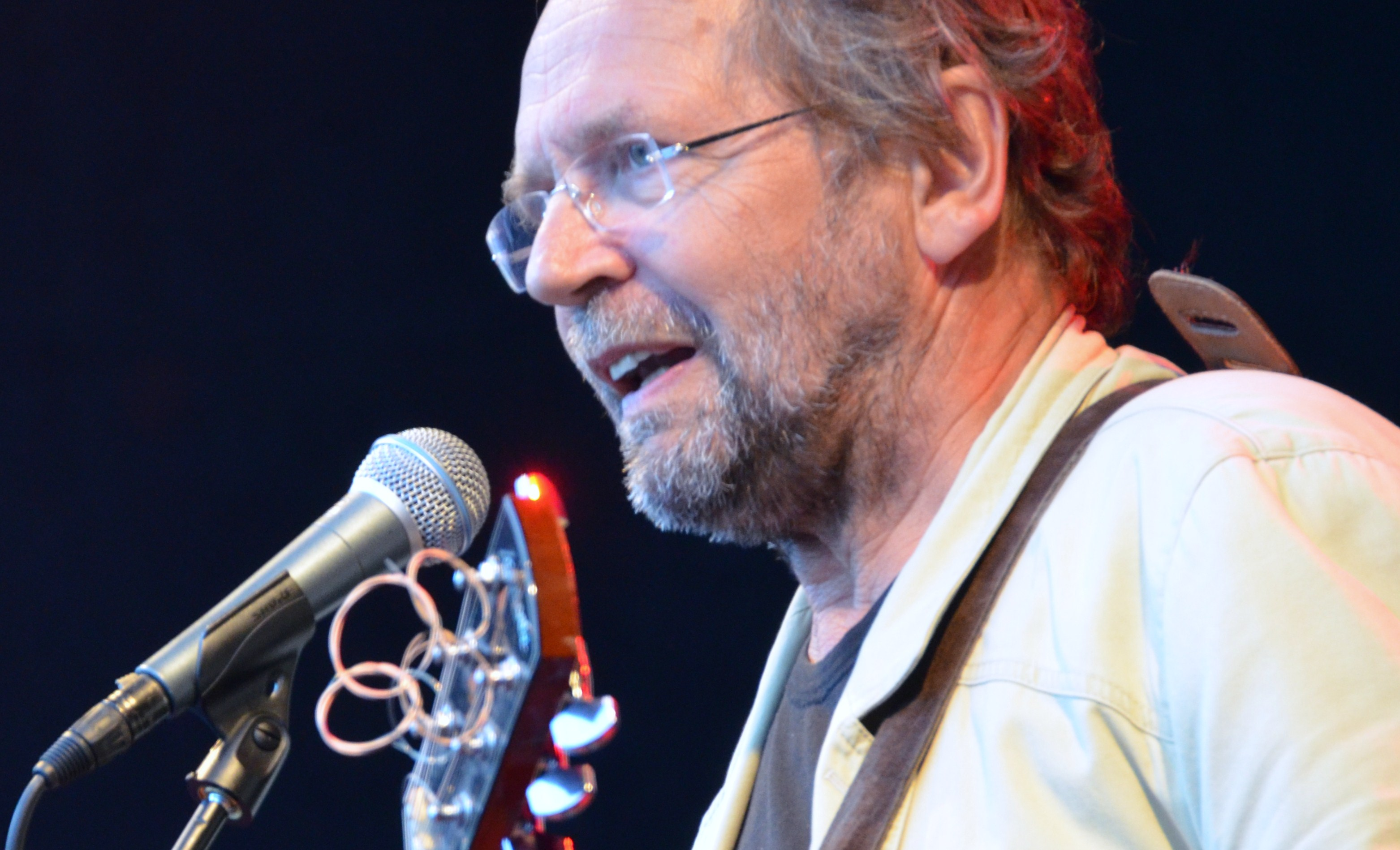
Ole Paus, à l'honneur de l'épisode 7

### Saison 3 (2014)

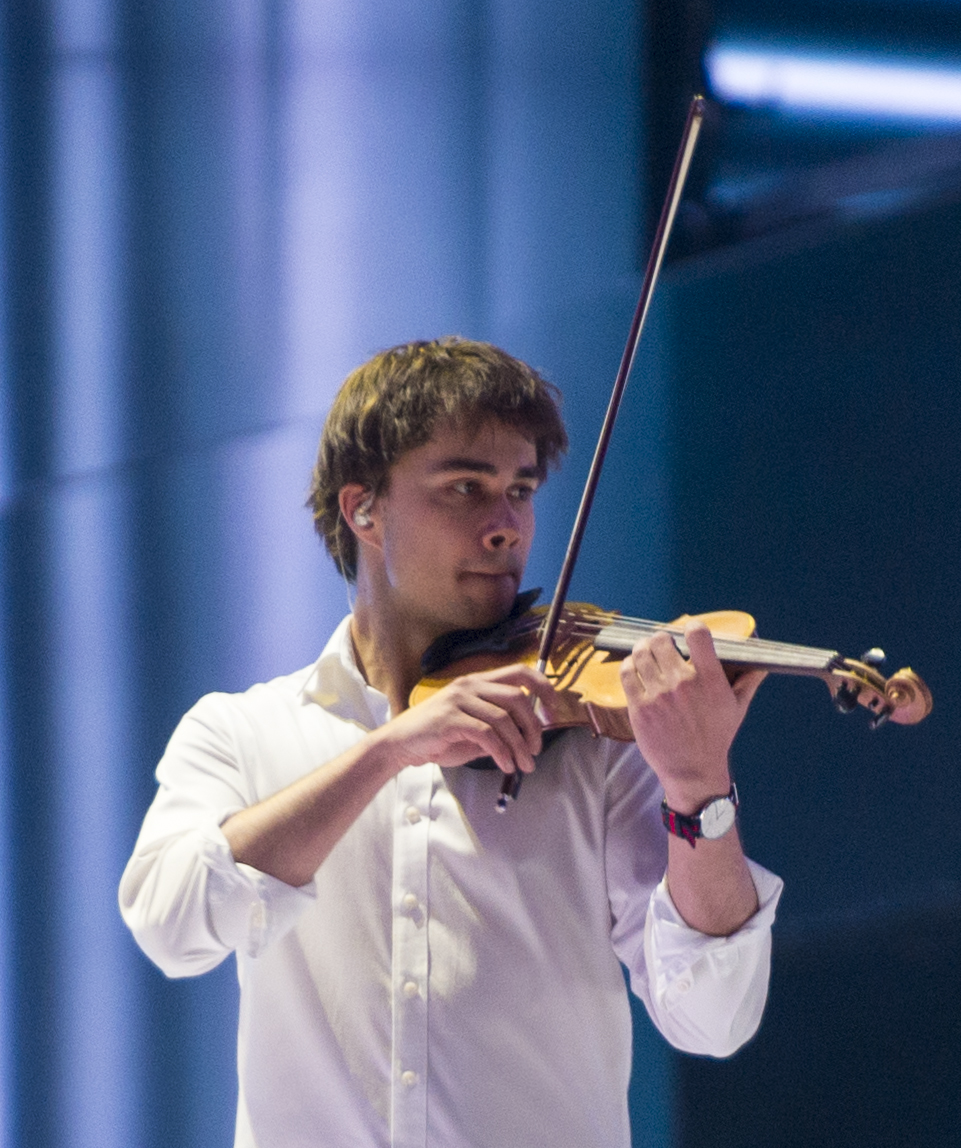
Alexander Rybak, invité d'honneur de l'épisode 3

En 2014, les convives de la saison 3 sont :
1. Øivind  Elgenes, 2. Anneli Drecker, 3. Alexander Rybak, 4. Simone Eriksrud, 5. Sigvart Dagsland, 6. Samsaya et 7. Lars Lillo-Stenberg.
L'épisode de clôture pour cette troisième saison, présente des duos, un trio et une interprétation chorale :
- Øyvind Elgenes et Sigvart Dagsland interprètent Only Love[14]
- Samsaya et Anneli Drecker interprètent Bombay (Anneli Drecker)[15]
- Lars Lillo-Stenberg et Øyvind Elgenes interprètent Kokken Tor (Lars Lillo-Stenberg)[16]
- Simone Eriksrud et Lars Lillo Stenberg interprètent Nagen Hud[17]
- Alexander Rybak et Simone Eriksrud interprètent All I Wanna Do (Simone Eriksrud)[18]
- Anneli Drecker, Sigvart Dagsland et Alexander Rybak interprètent Hva er du redd for?
- l'ensemble des artistes interprète Neste sommer (Lars Lillo-Stenberg)[19]

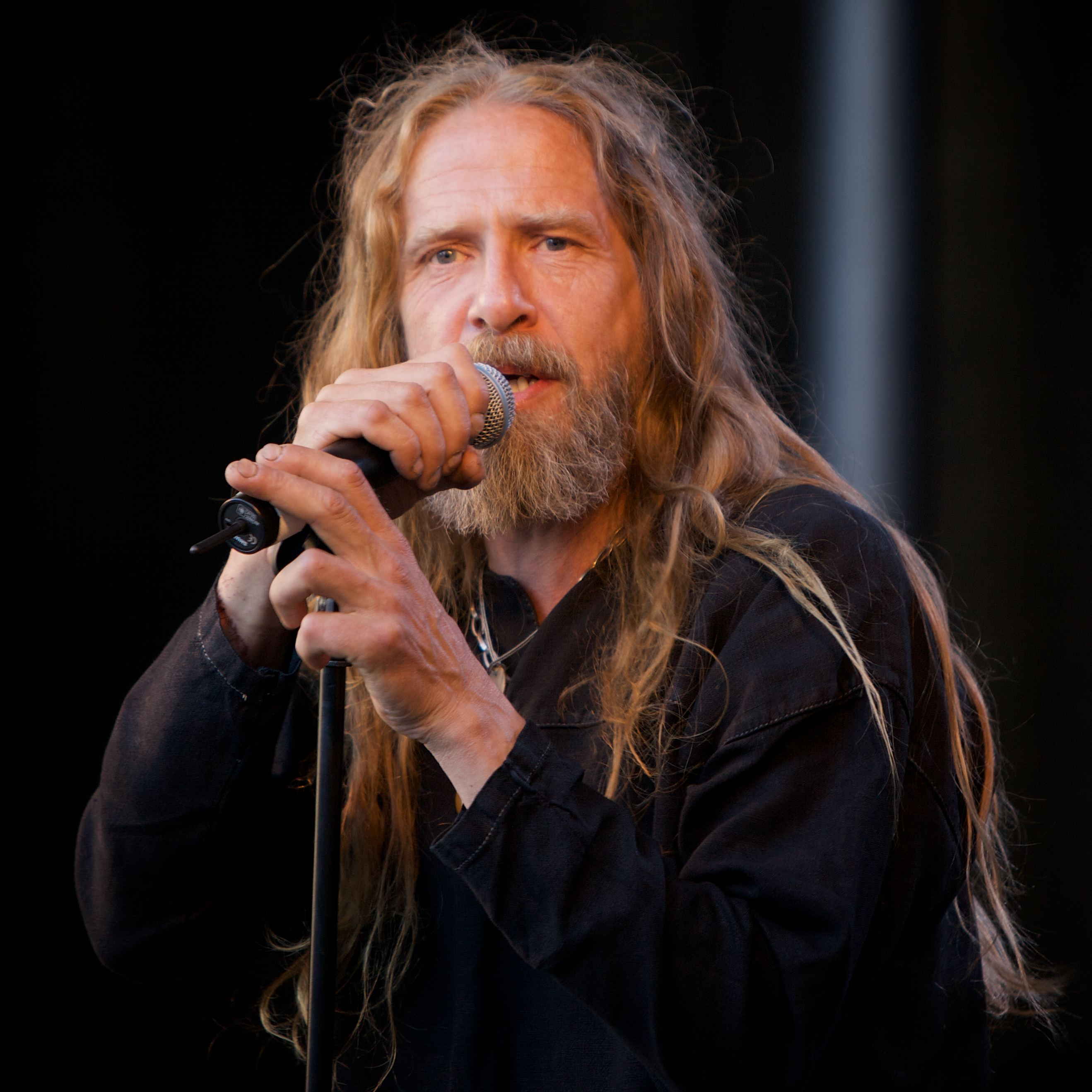
Øyvind Elgenes, épisode 1
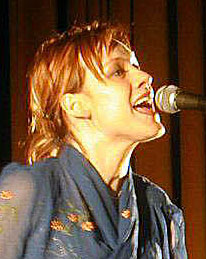
Anneli Drecker, épisode 2
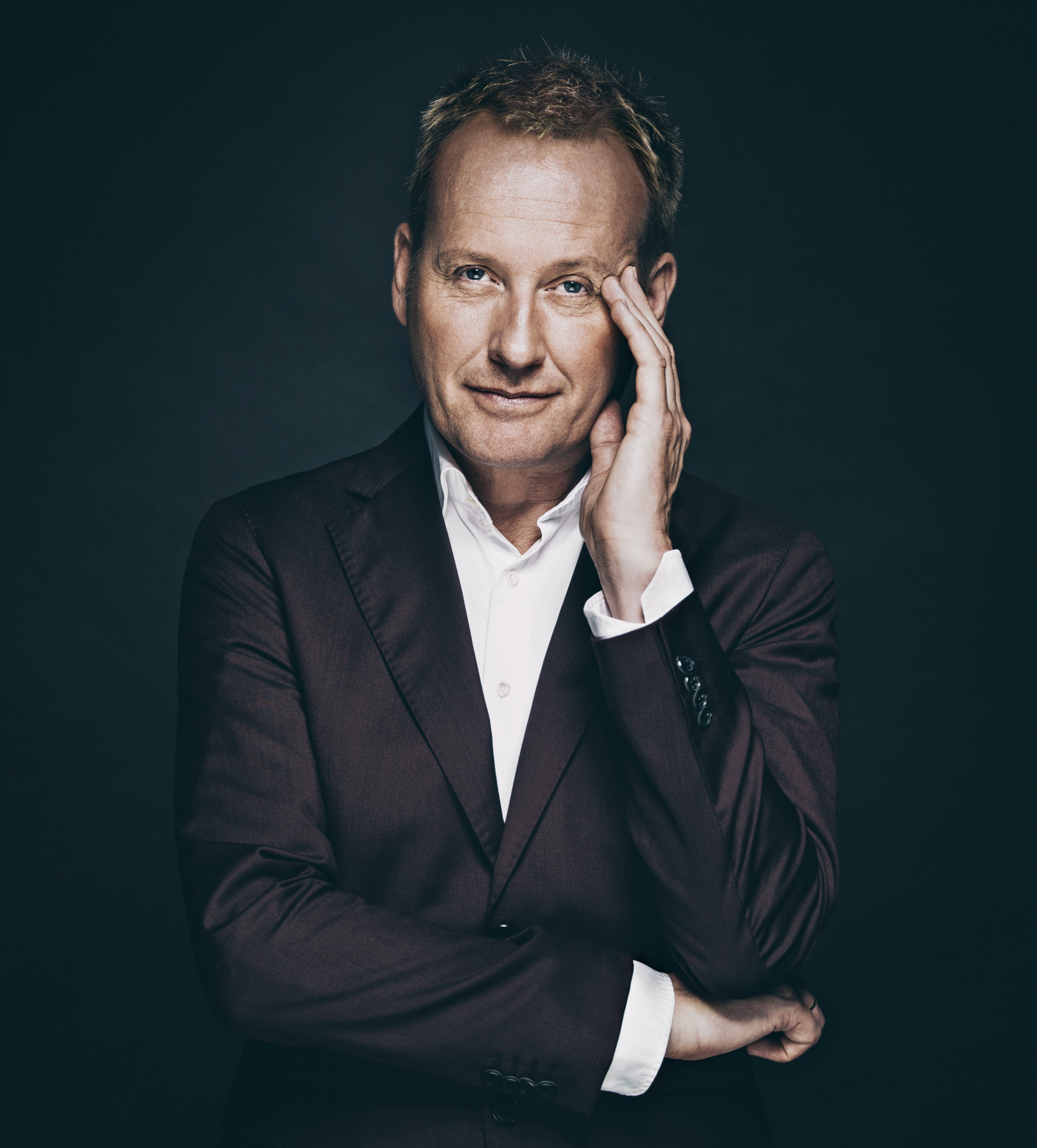
Sigvart Dagsland, épisode 5
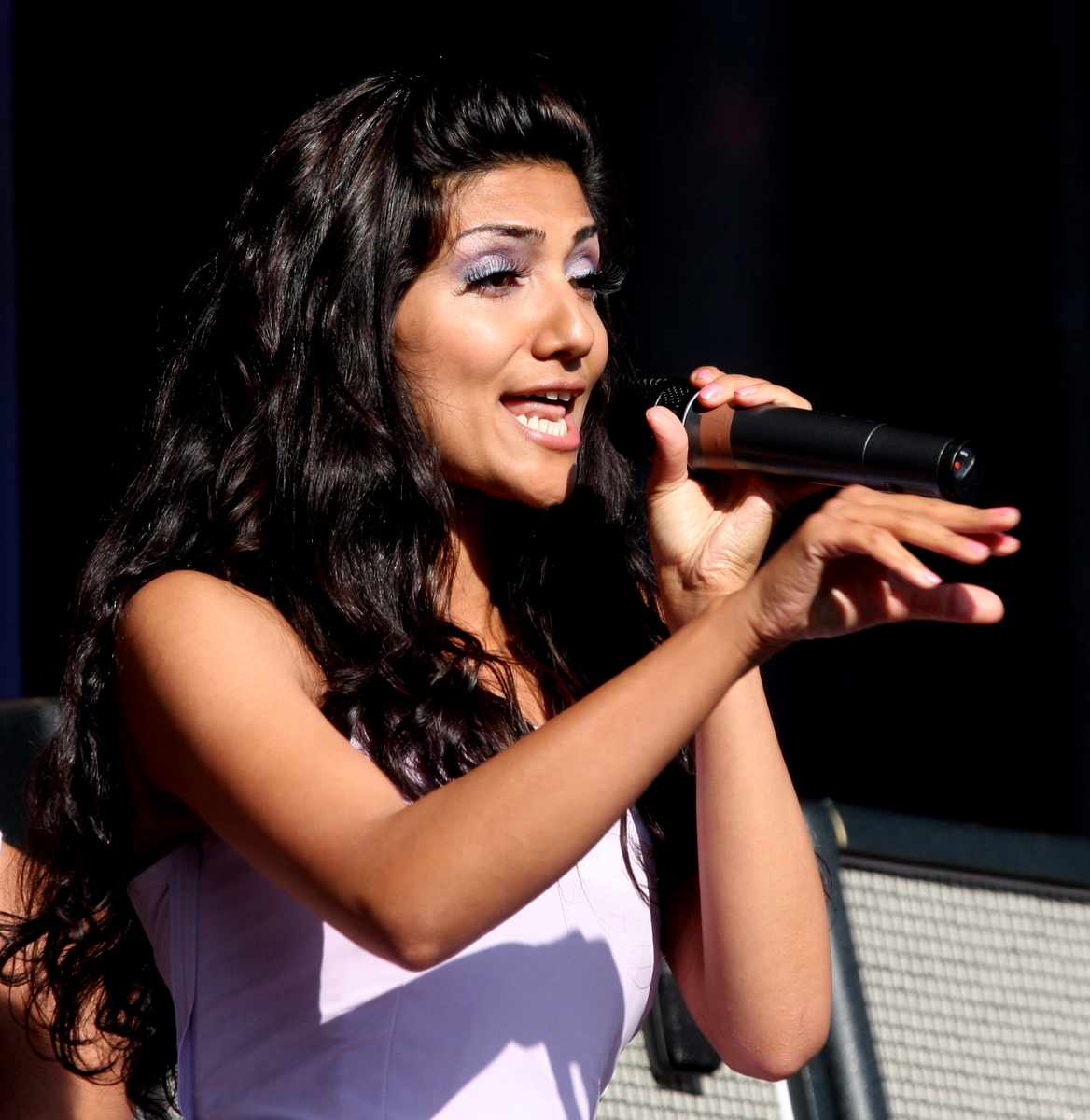
Samsaya, épisode 6
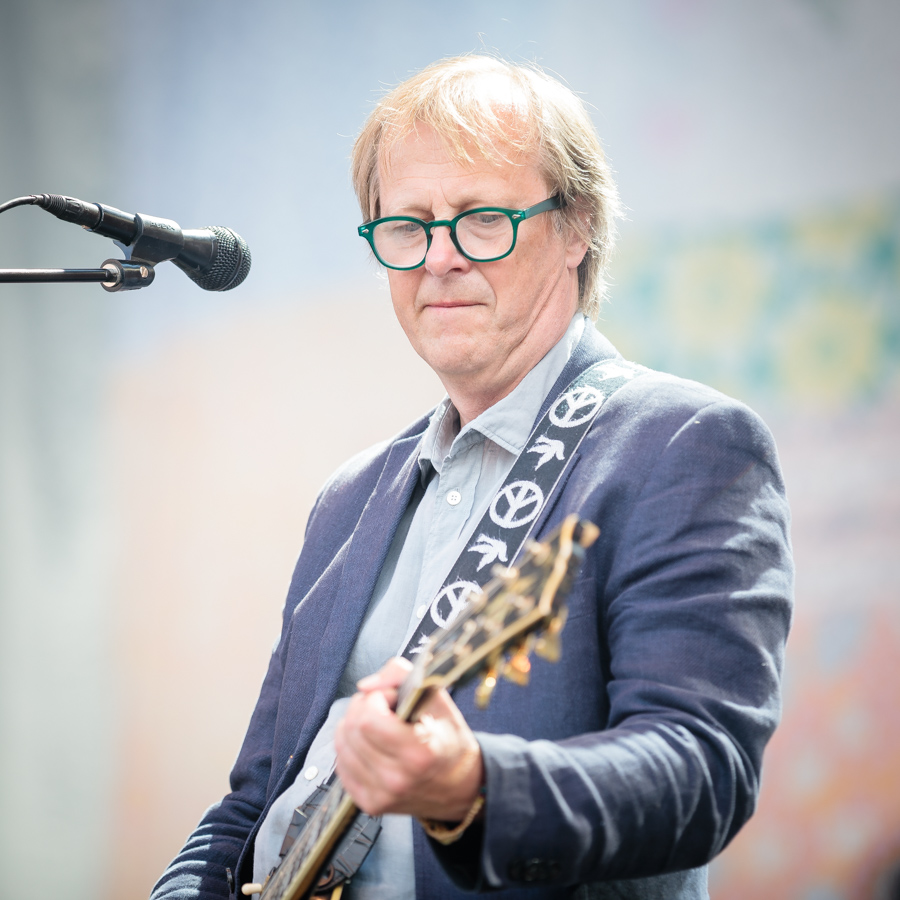
Lars Lillo Stenberg, épisode 7

### Saison 4 (2015)

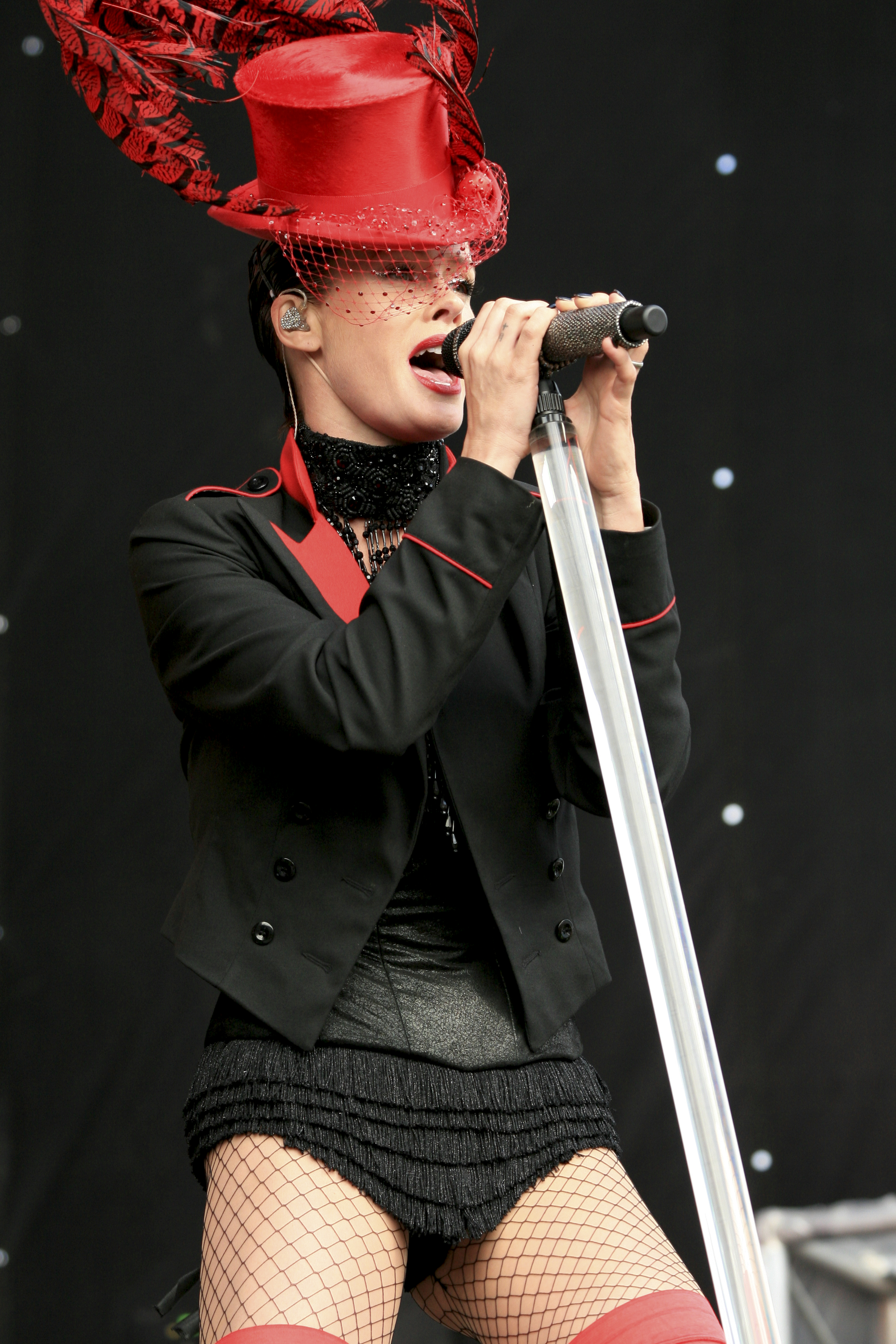
Lene Nystrøm, invitée d'honneur de l'épisode 2

En 2015, les convives de la saison 4 sont : 1. Bjarne Brøndbo, 2. Lene Nystrøm, 3. Jonas Fjeld, 4. OnklP, 5. Silje Nergaard, 6. Thom Hell et 7. Inger Lise Rypdal.
L'épisode 8, en clôture de la saison 4, présente quatre duos, un trio et un solo :
- OnklP et Lene Nystrøm interprètent Kjendisparty
- Jonas Fjeld et Silje Nergaard interprètent Når vi deler alt
- Inger Lise Rypdal et Bjarne Brøndbo interprètent Sønnavindvalsen
- Lene Nystrøm et Thom Hell interprètent Turn Back Time (Lene Nystrøm)
- Bjarne Brøndbo interprète Det fine vi hadd sammen
- Jonas Fjeld, Inger Lise Rypdal et Bjarne Brøndbo interprètent Liv laga

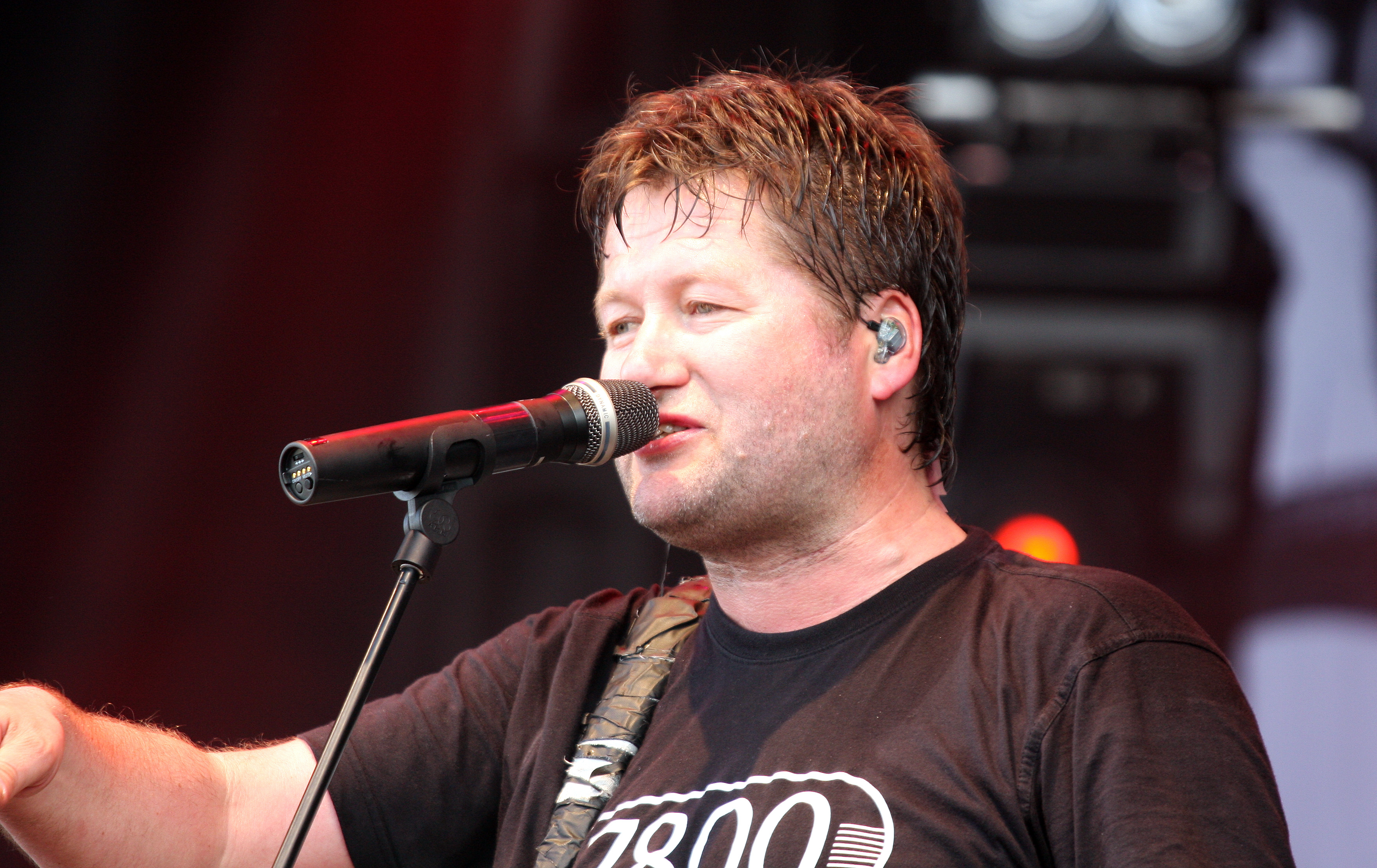
Bjarne Brøndbo, à l'honneur de l'épisode 1
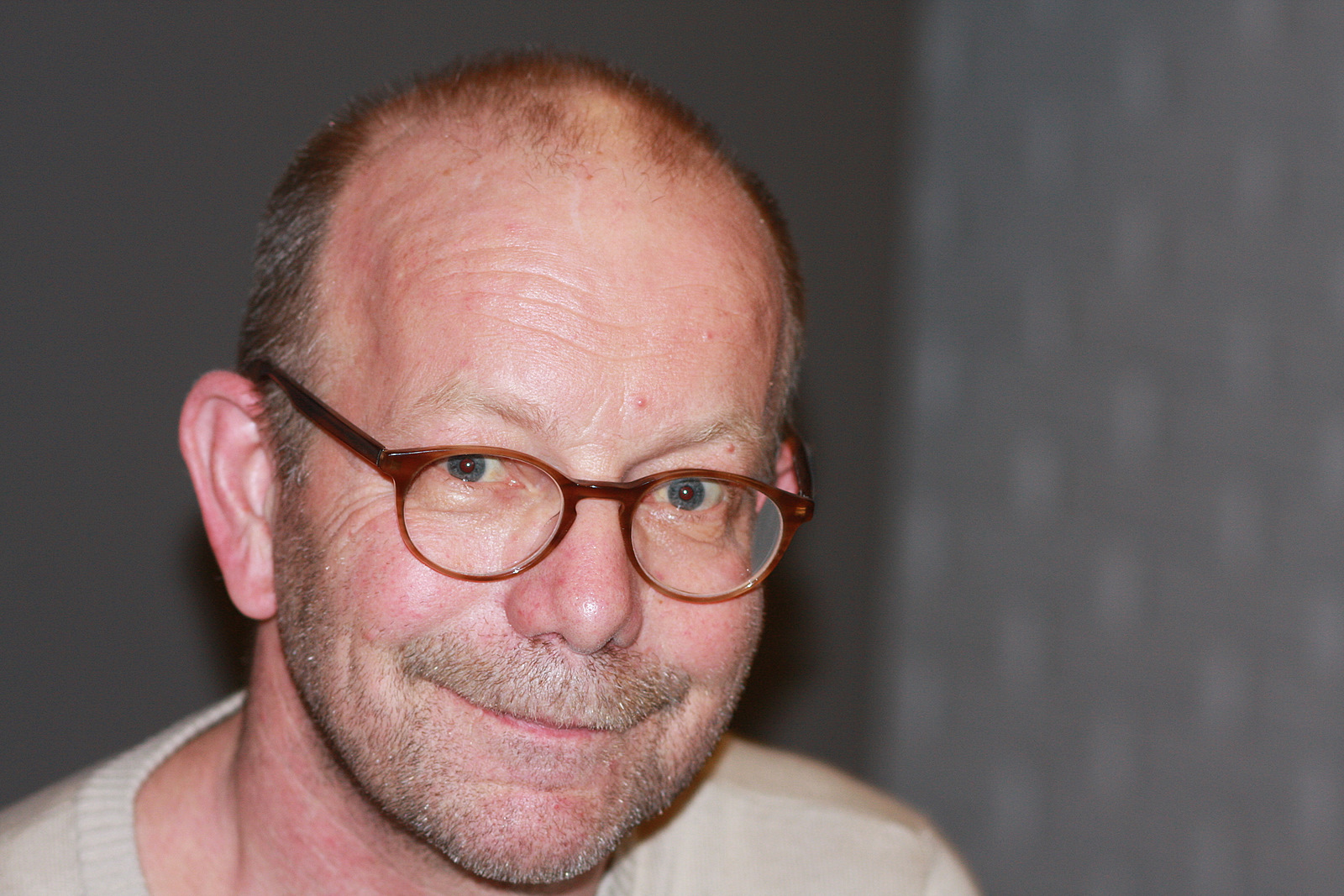
Jonas Fjeld, à l'honneur de l'épisode 3
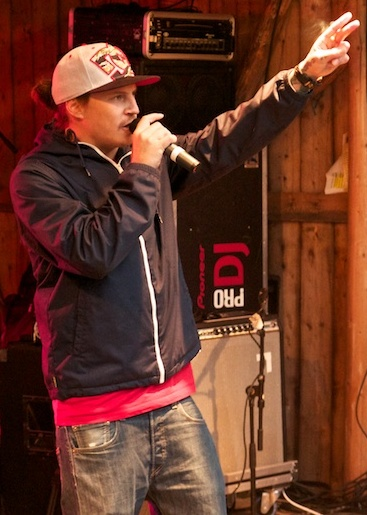
OnklP, à l'honneur de l'épisode 4
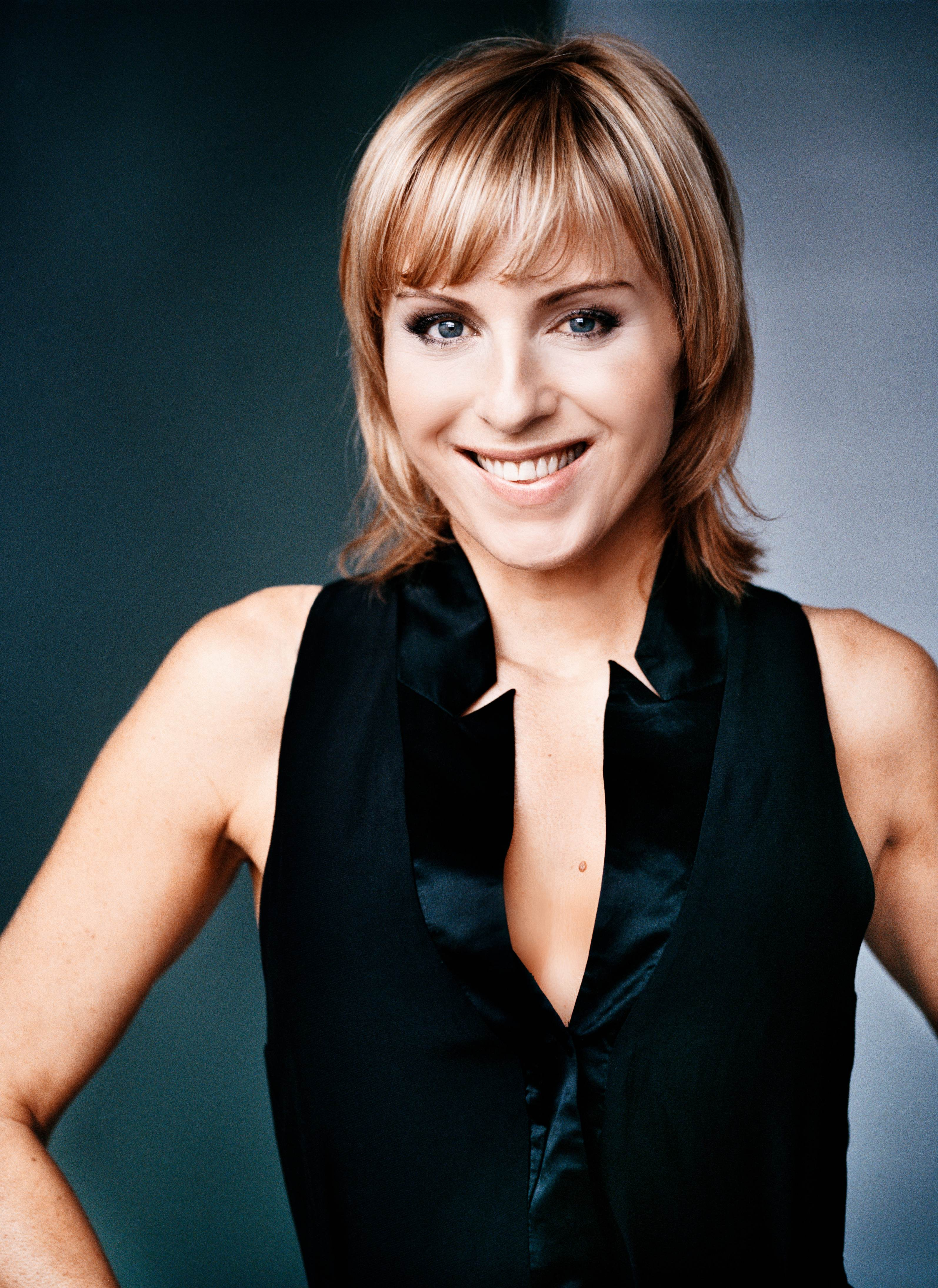
Silje Nergaard, à l'honneur de l'épisode 5
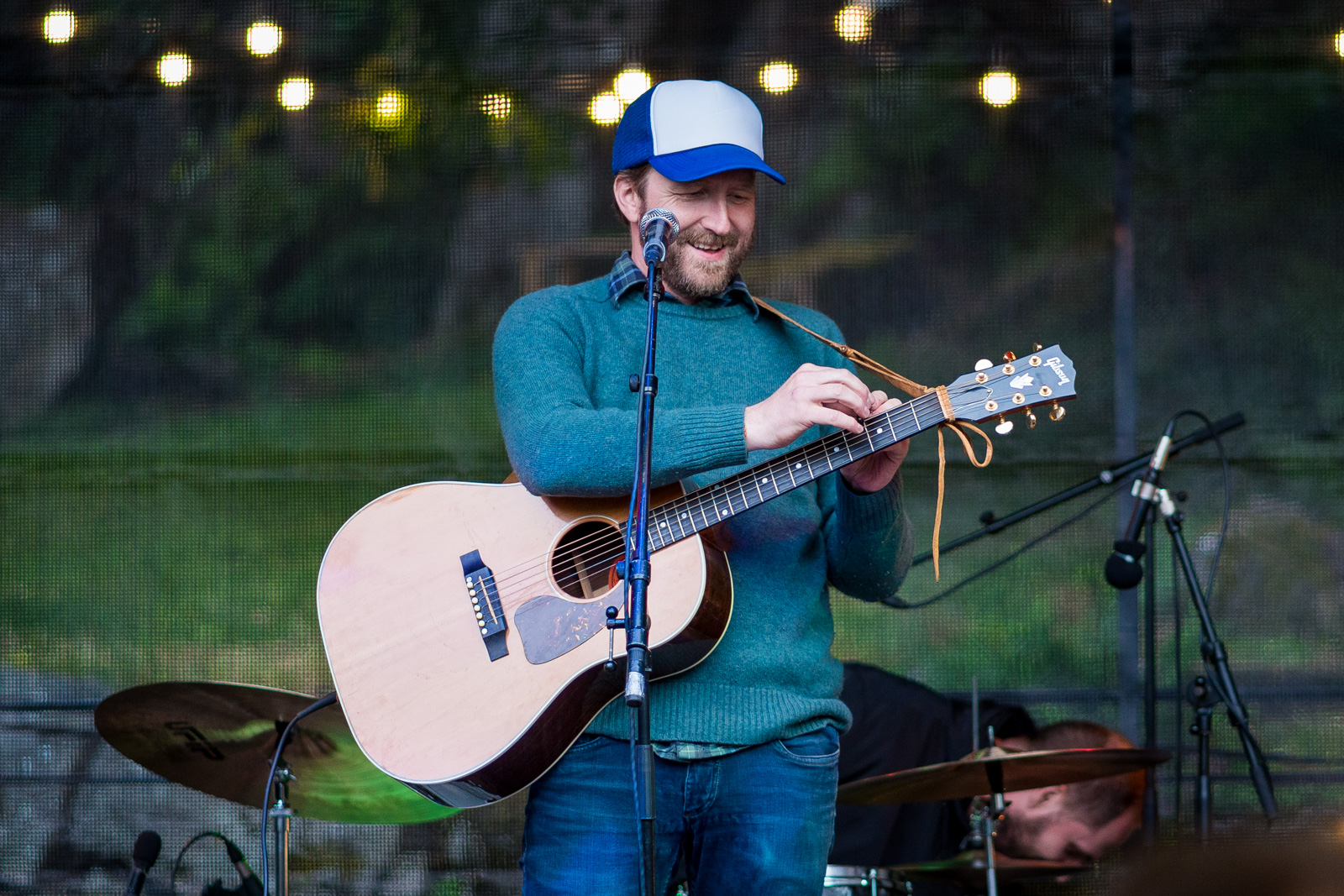
Thom Hell, à l'honneur de l'épisode 6
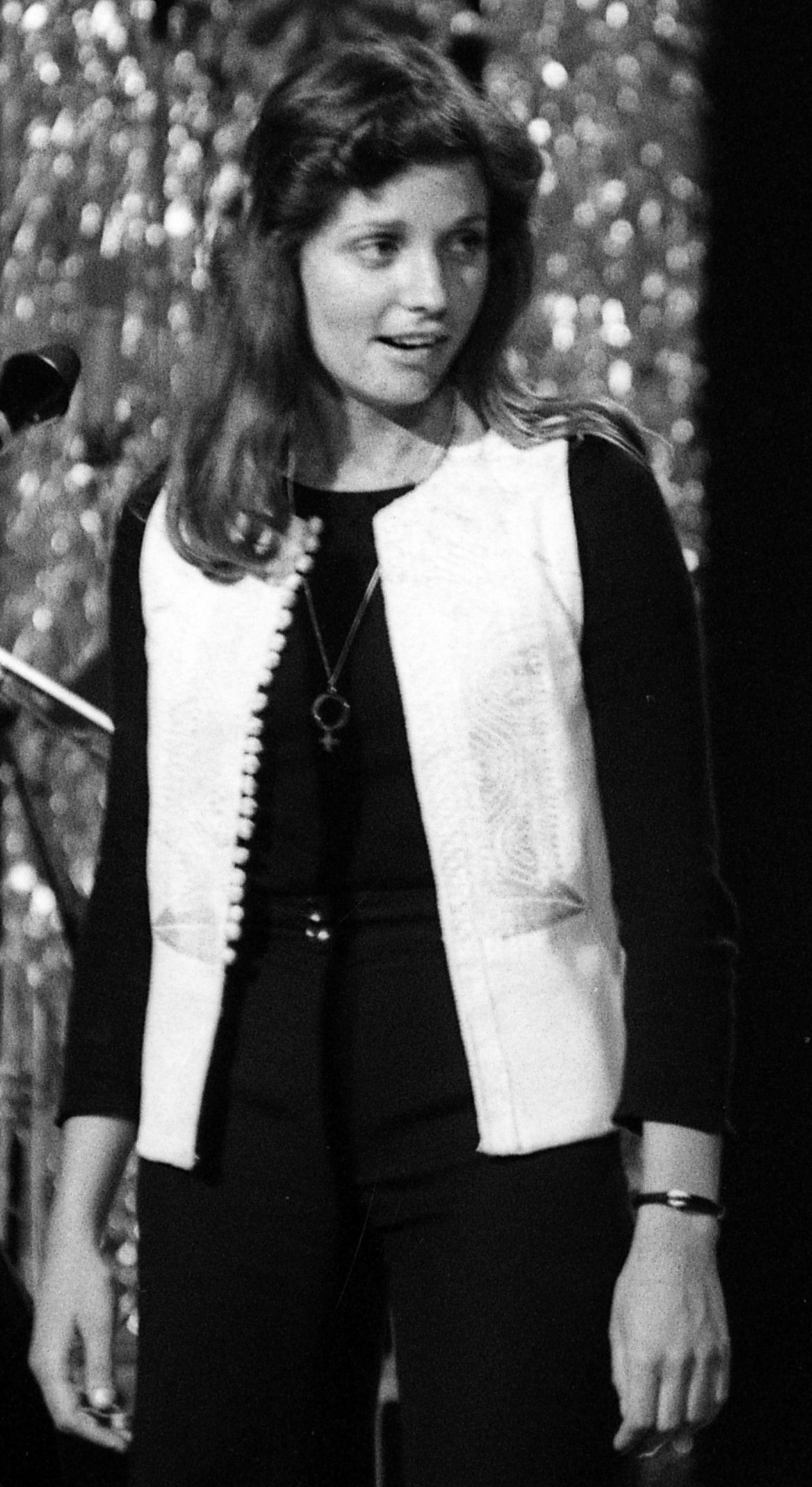
Inger Lise Rypdal, à l'honneur de l'épisode 7

### Saison 5 (2016)
En 2016, les convives de la saison 5 sont : 1. Ravi, 2. Wenche Myhre, 3. Henning Kvitnes, 4. Admiral P, 5. Eva Weel Scram, 6. Unni Wilhelmsen et 7. Jørn Hoel.
Le huitième épisode conclut cette saison avec un trio, un quatuor et cinq duos :
- Henning Kvitnes, Unni Wilhelmsen et Ravi interprètent Ut og vekke sola
- Unni Wilhelmsen et Eva Weel Skram interprètent Both Sides Now
- Jørn Hoel et Admiral P interprètent Cumbia for stive hofter
- Wenche Myhre et Admiral P interprètent Jeg og du og vi to og mange flere
- Eva Weel Skram et Henning Kvitnes interprètent Mr. Tokyo
- Ravi et Jørn Hoel interprètent Kallenavn
- Ravi, Jørn Hoel, Wenche Myhre et Henning Kvitnes interprètent Tsjeriåu

### Saison 6 (2017)

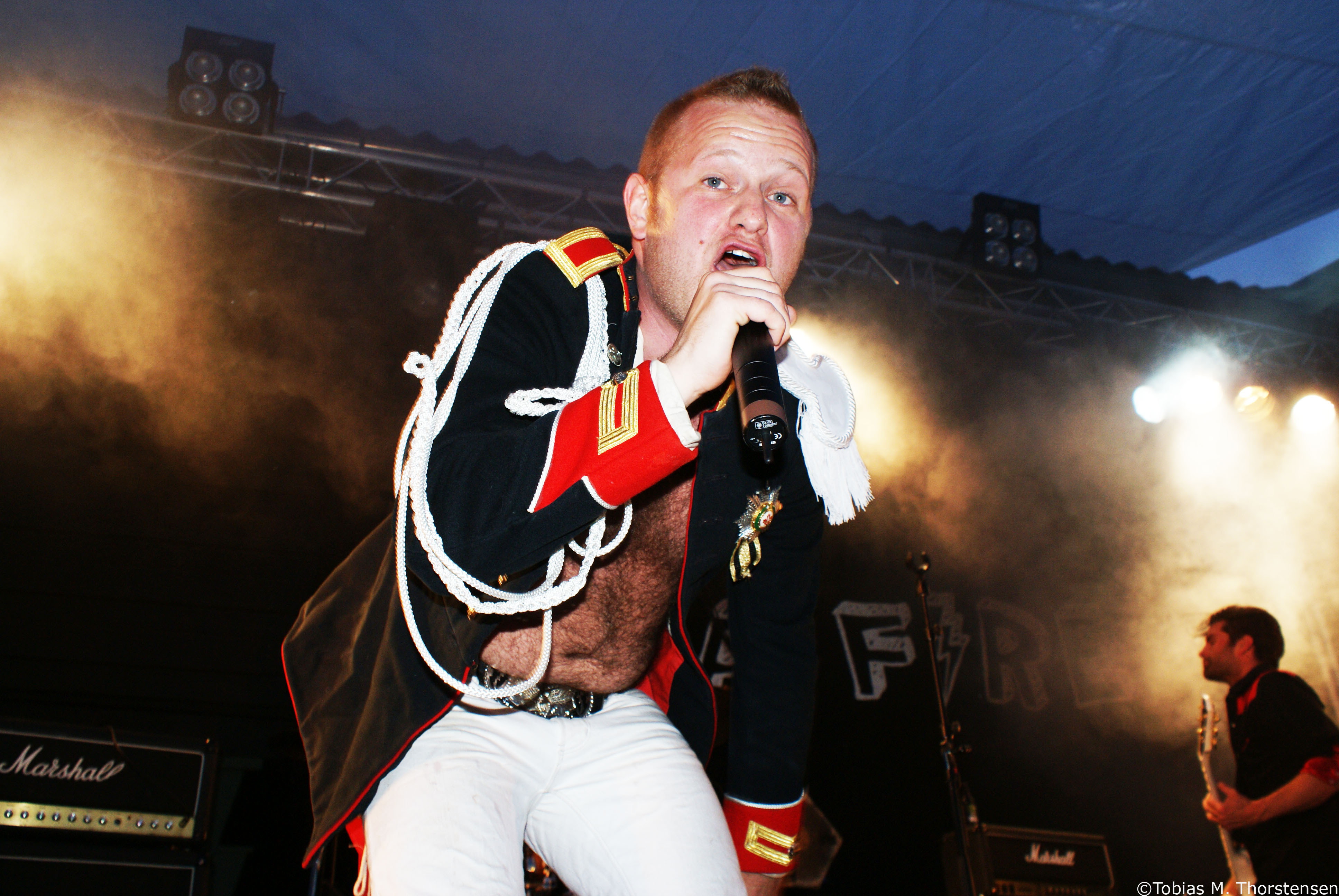
Esben Selvig, dit le Danois, à l'honneur de l'épisode 1

En 2017, les convives de la saison 6 sont : 1. Esben Selvig, 3. Ida Maria, 4. Benny Borg, 2. Åse Kleveland, 5. Margaret Berger, 6. Hanne Sørvaag et 7. Eldar Vågan.
Le huitième et dernier épisode de la saison est entièrement consacré aux duos :
- Åse Kleveland et Benny Borg interprètent Ferje over Mjøsa (Eldar Vågan)[23]
- Margaret Berger et Eldar Vågan interprètent De eneste i verden (Esben Selvig)[24]
- Hanne Sørvaag et Benny Borg interprètent Katt og kaniner[25]
- Esben Selvig et Åse Kleveland interprètent Du er tonen i min sang (version norvégienne de Love Me Tender d'Elvis Presley)
- Hanne Sørvaag et Margaret Berger interprètent Scandalize My Name

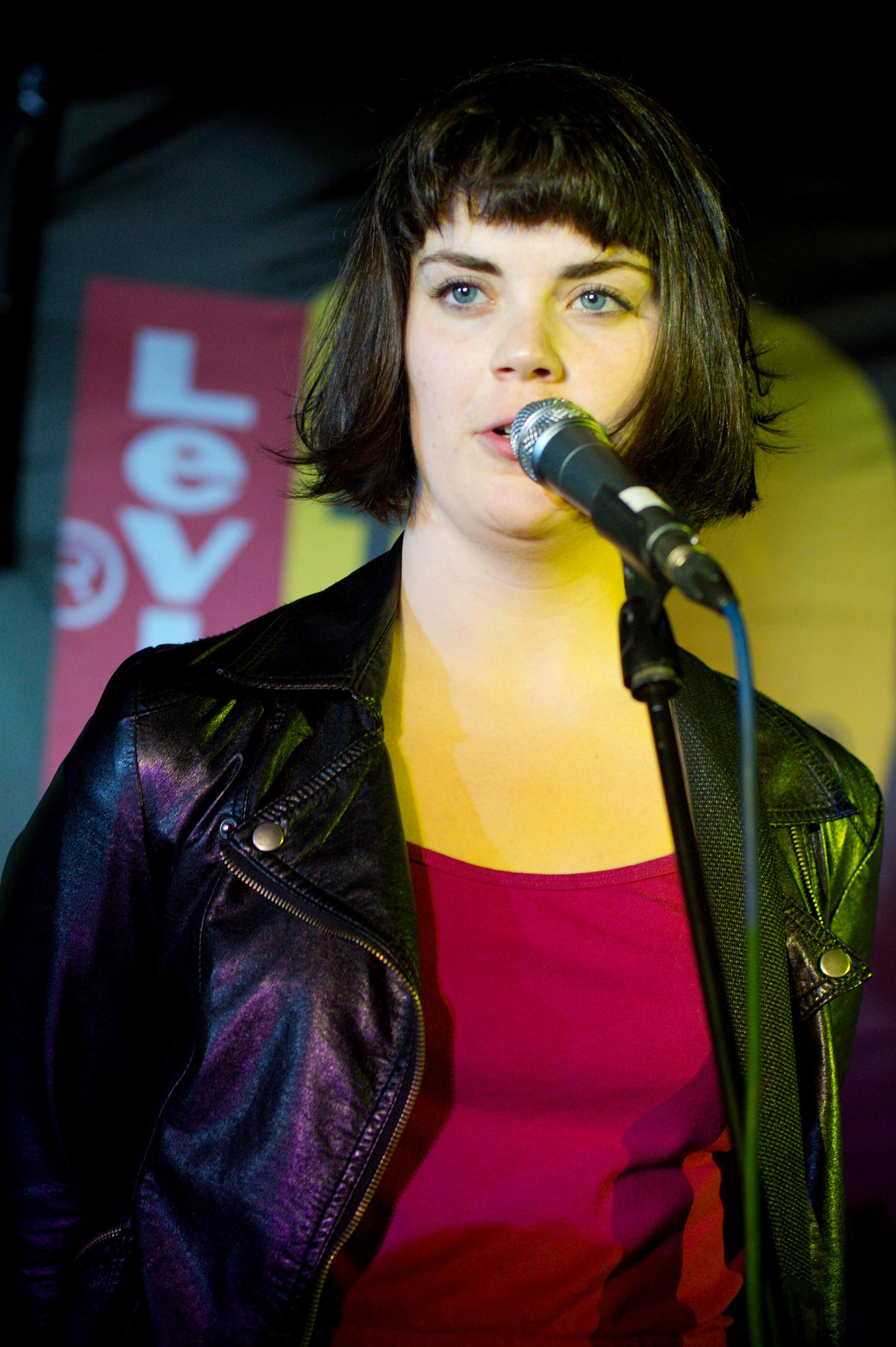
Ida Maria, à l'honneur de l'épisode 3
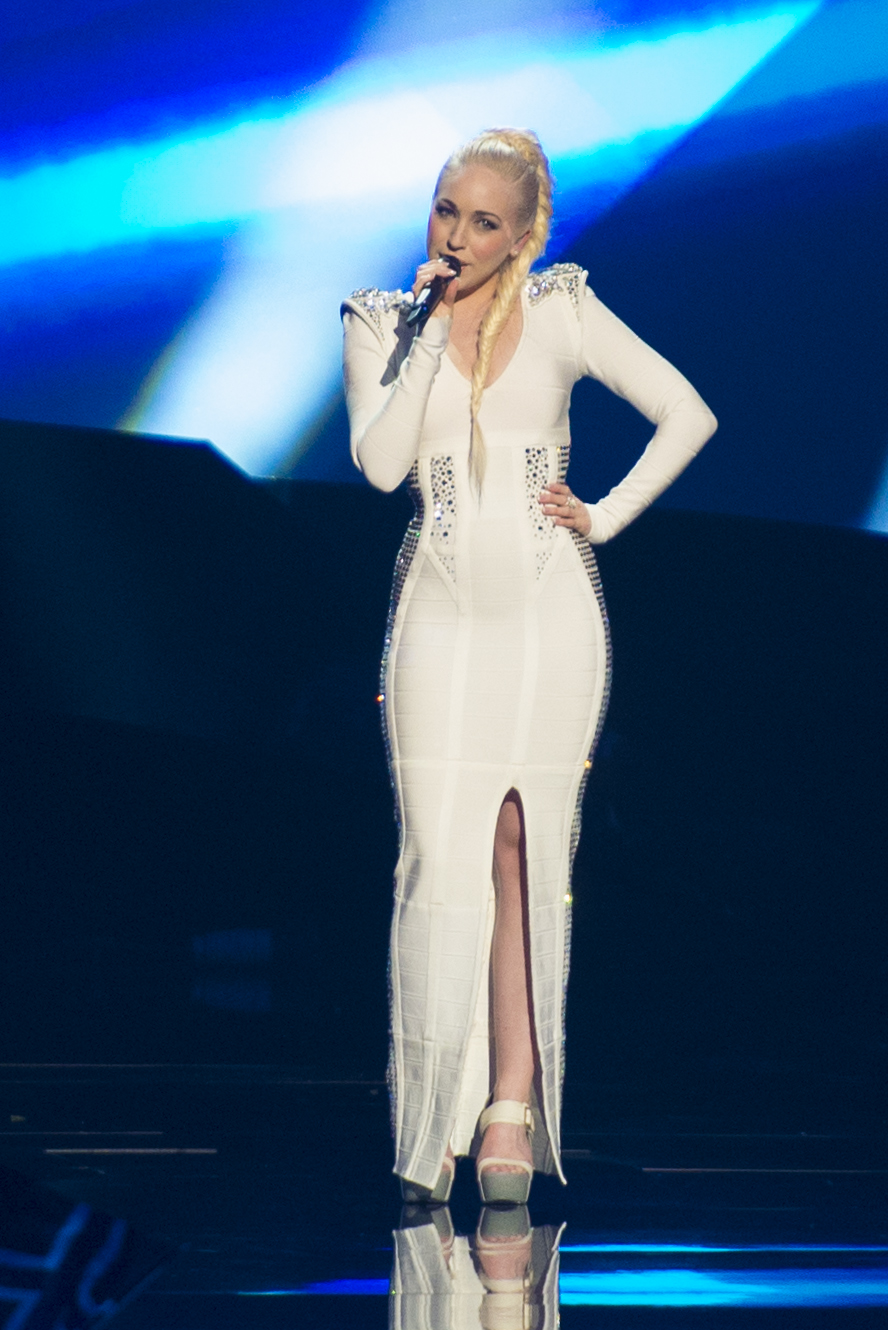
Margaret Berger, à  l'honneur de l'épisode 5
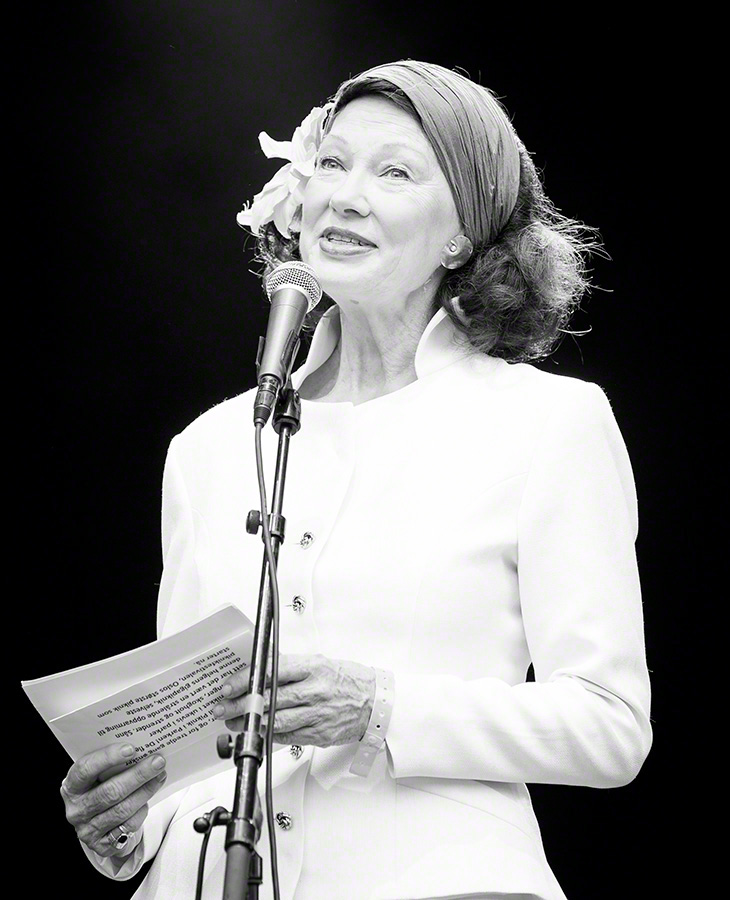
Åse Kleveland, à l'honneur de l'épisode 2
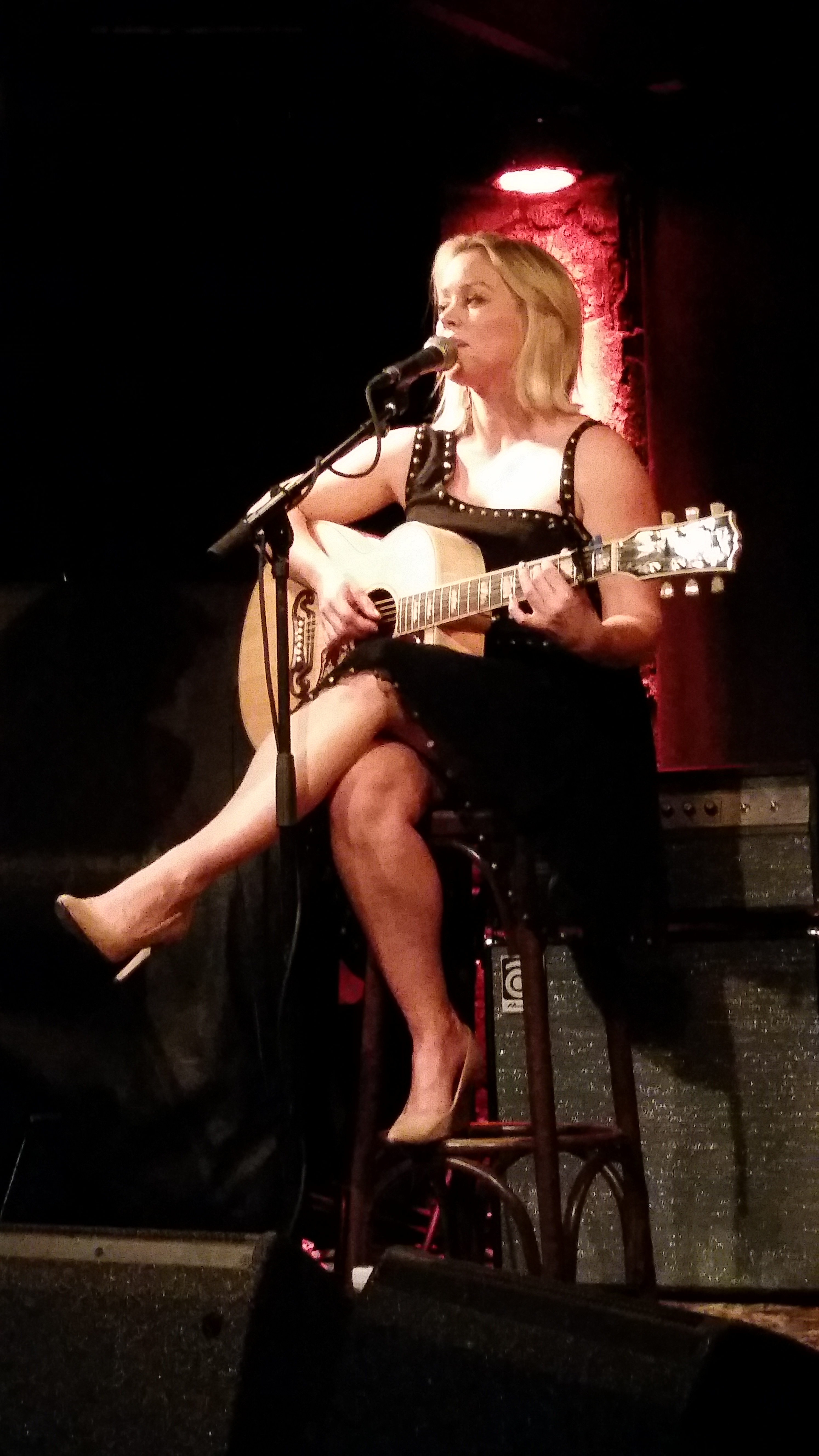
Hanne Sørvaag, à l'honneur de l'épisode 6

### Saison 7 (2018)

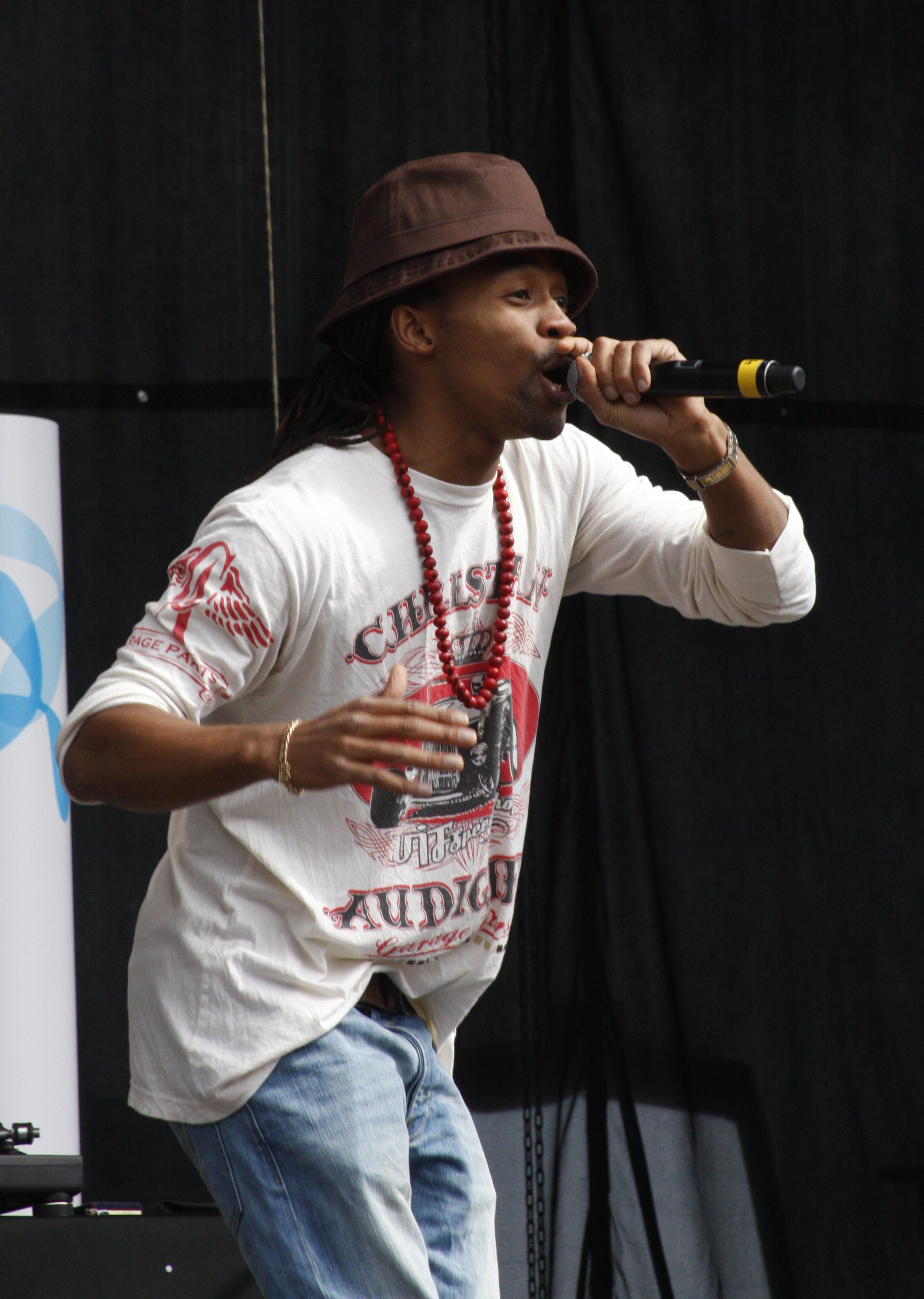
Tshawe Baqwa, invité d'honneur de l'épisode 1

En 2018, les convives de la saison 7 sont : 1. Tshawe Baqwa, 4. Tone Damli Aaberge, 3. Silya Nymoen, 5. Christel Alsos, 2. Hans Petter Aaserud, et 6. Claudia Scott, et 7. Tor Endresen.
La septième saison se conclut avec l'épisode 8 :
- Tshawe Baqwa et Silya Nymoen interprètent Keep My Cool[27]
- Christel Alsos et Claudia Scott interprètent  Northern Sky[28]
- Silya Nymoen et Tor Endresen interprètent  I Put a Spell on You[29]
- Tone Damli Aaberge, Christel Alsos, Claudia Scott et Silya Nymoen interprètent Bye, Bye, Love[30]
- Tshawe Baqwa, Tor Endresen et Hans Petter Aaserud interprètent Imagine[31]
- Tor Endresen et Claudia Scott interprètent  Something Good (Christel Alsos)[32]
- Tone Damli Aaberge et Hans Petter Aaserud interprètent Livet det er helt ålreit[33]

### Saison 8 (2019)
En 2019, les convives de la saison 8 sont : 1. Elisabeth Andreassen, 2. Trine Rein, 3. Maria Haukaas Mittet, 4. Katastrofe, 5. Tom Mathisen, 6. Sol Heilo, et 7. Lars Bremnes.
L'épisode 8 qui ferme le ban de la huitième saison accueille :
- Elisabeth Andreassen, Trine Rein, Sol Heilo et Maria Haukaas Mittet interprètent Jolene[35]
- Sol Heilo et Lars Bremnes interprètent Aldri over (Lars Bremnes)[36]
- Trine Rein, Elisabeth Andreassen et Katastrofe interprètent Waiting for the morning
- Maria Haukaas Mittet et Elisabeth Andreassen interprètent Euphoria[37]
- Lars Bremnes et Maria Haukaas Mittet interprètent Har en drøm[38]
- Tom Mathisen, Sol Heilo, Elisabeth Andreassen, Maria Haukaas Mittet, Trine Rein, Katastrofe et Lars Bremnes interprètent Det er Norge som er bra[39]

### Saison 9 (2020)

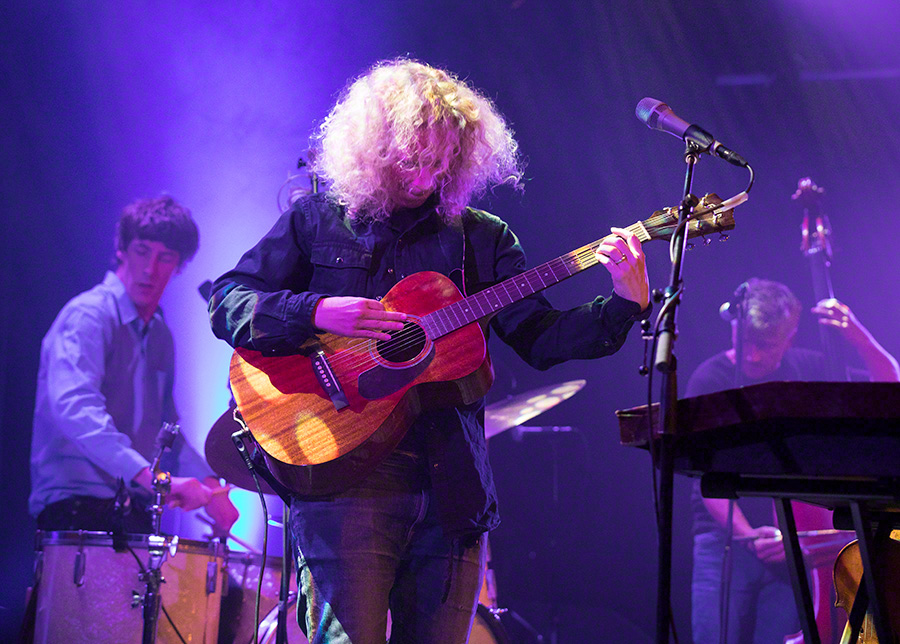
Tuva Syvertsen, invitée d'honneur de l'épisode 7 (213602)

En 2020, les convives de la saison 9 sont : 1. Odd Nordstoga, 2. Aslag Haugen, 3. Linnea Dale, 4. Chris Holsten, 5. Morgan Sulele, 6. Frida Ånnevik et 7.Tuva Syvertsen,.
Le huitième épisode de cette saison 9, contrairement aux saisons précédentes, ne comporte que deux duos :
- Chris Holsten interprète You've Got a Friend[42]
- Odd Nordstoga et Linnea Dale interprètent Om du reiste din veg (adaptation norvégienne du titre suédois de Lars Winnerbäck Om du lämnar mig nu)[43]
- Linnea Dale interprète 13 Humler
- Tuva Syvertsen interprète Du kan ikke eie meg
- Frida Ånnevik interprète Kvite Svaner
- Morgan Sulele et OnkelP interprètent Helt ærlig
- Aslag Haugen interprète Runnin' Down a Dream

### Saison 10 (2020): spéciale jubilé

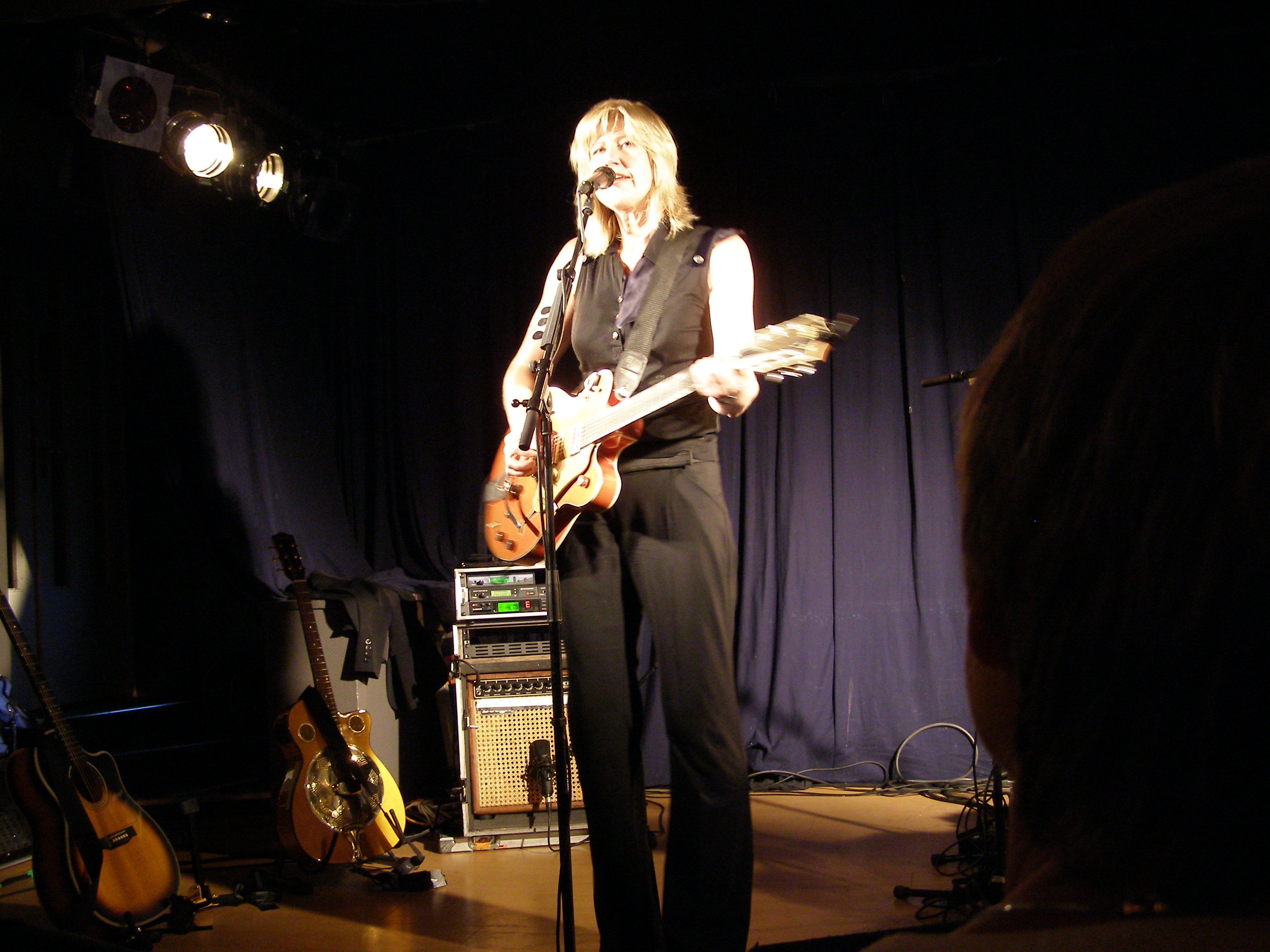
Hommage à Anne-Grete_Preus (1118065026)

En automne 2020, pour cette saison 10 spéciale, le format habituel est bousculé : si elle conserve huit épisodes, l'émission accueille, pour cette saison, 29 artistes, déjà convives lors des années précédentes. Il n'y a toutefois pas d'invité d'honneur par épisode. Ainsi on retrouve, par ordre alphabétique norvégien : Morten Abel, Admiral P, Christel Alsos, Elisabeth Andreassen, Tshawe Baqwa, Bjarne Brøndbo, Sigvart Dagsland, Jan Eggum, Øivind Elgenes, Jonas Fjeld, Magnus Grønneberg, Sol Heilo, Chris Holsten, Åse Kleveland, Henning Kvitnes, Wenche Myhre, Kurt Nilsen, Odd Nordstoga, Silya Nymoen, OnklP, Marion Ravn, Inger Lise Rypdal, Åyvind Saik, Eva Weel Scram, Unni Wilhelmviksen, Bertine Zetlitz, Halvdan Øvertsen, Frida Ånnevik et Hans Petter Aaserud. Un hommage est rendu à Anne Grete Preus, décédée l'année précédente.

### Saison 11 (2021)

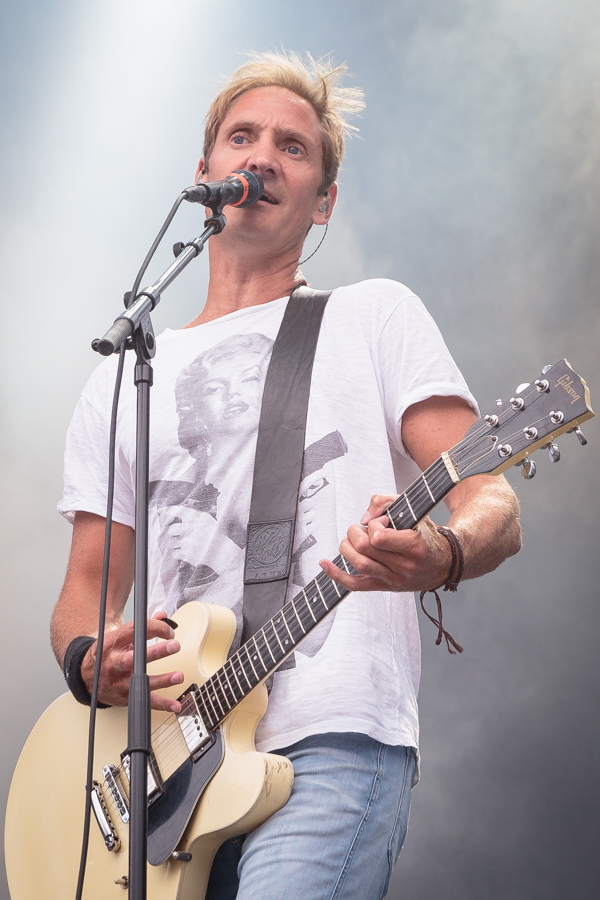
Arne Hurlen, invité d'honneur de l'épisode 4 (175339)

En 2021, les convives de la saison 11 sont : 1. Maria Mena, 2. Staysman, 3. Hkeem, 4. Arne Hurlen, 5. Agnete Saba, 6. Trygve Skaug et 7. Hanne Krogh.
Éclipsés lors de la saison du jubilé, l'épisode 8 de la saison 11 renoue avec les prestations en duo. :
- Arne Hurlen et Agnete Saba interprètent Kjør (Staysman)
- Trygve Skaug et Hkeem interprètent '  / Ingenting er svart og hvitt (adaptation de Bright As The Sun du groupe sami The BlackSheeps[46])
- Staysman et Hanne Krogh interprètent Ei stjerne som deg (Trygve Skaug)
- Trygve Skaug et la chorale d'enfants interprètent Sonjas sang til julestjernen (Hanne Krogh)
- Trygve Skaug et Maria Mena interprètent Fly (Hkeem)
- Trygve Skaug et Agnete Saba interprètent Slippe meg inntil (adaptation de Just Hold Me de Maria Mena)
- Tous les convives interprètent Minste motstands vei (Arne Hurlen / Postgirobygget)

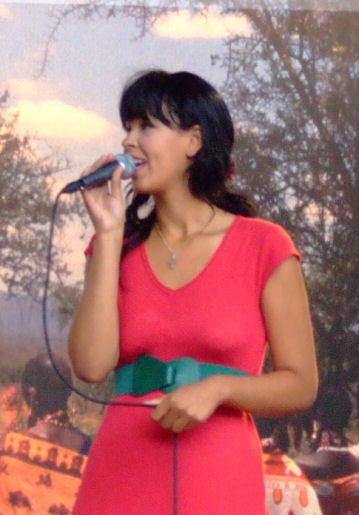
Maria Mena, à l'honneur de l'épisode 1
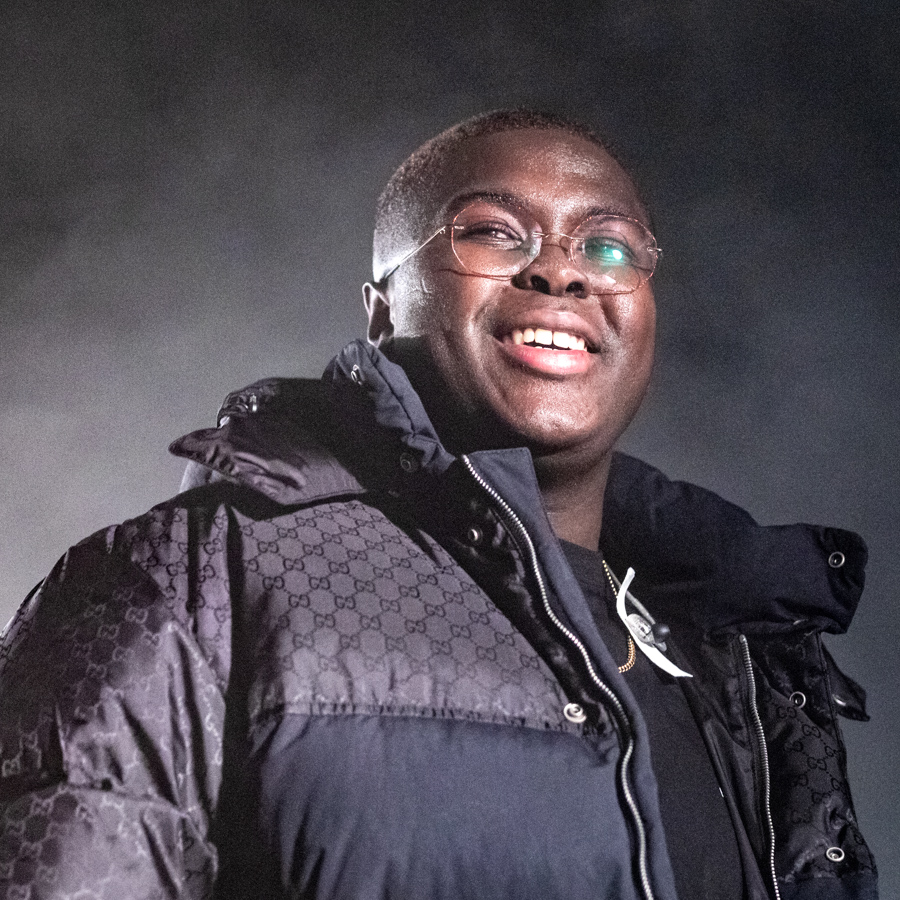
Hkeem, à l'honneur de l'épisode 3
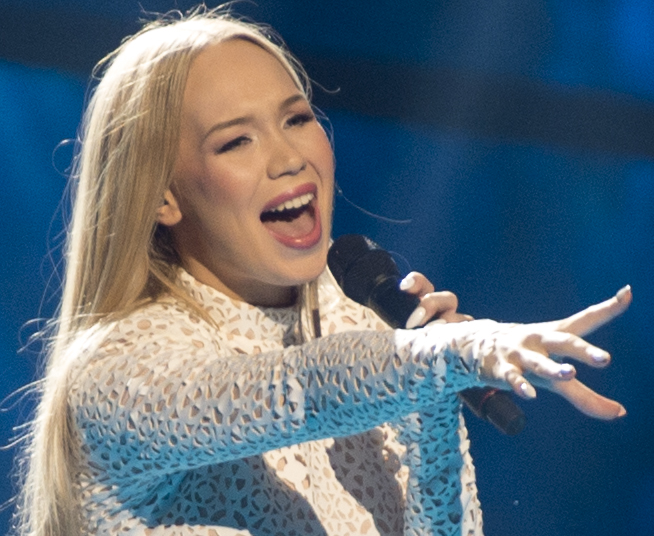
Agnete Saba, à l'honneur de l'épisode 5
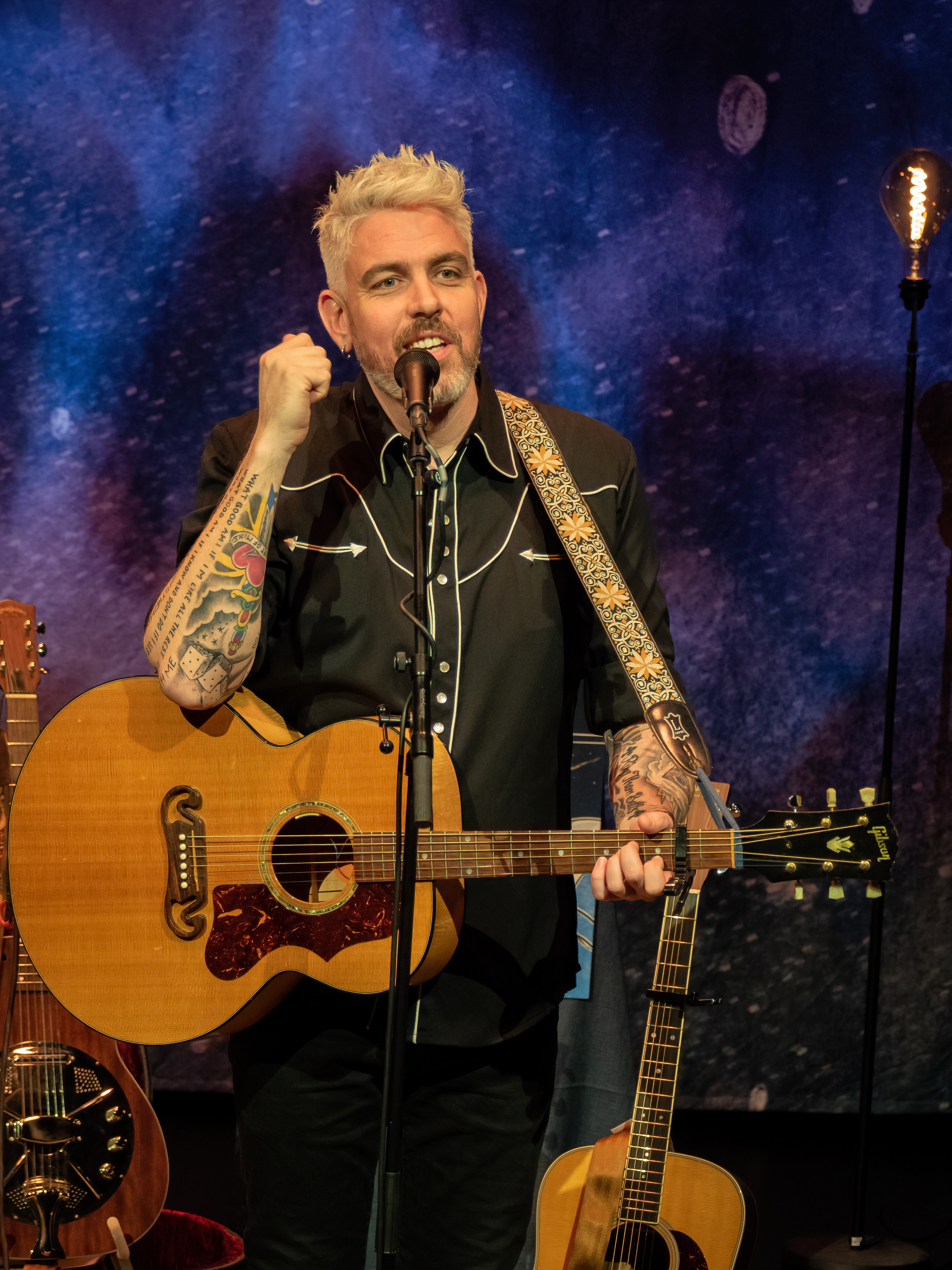
Trygve Skaug, à l'honneur de l'épisode 6
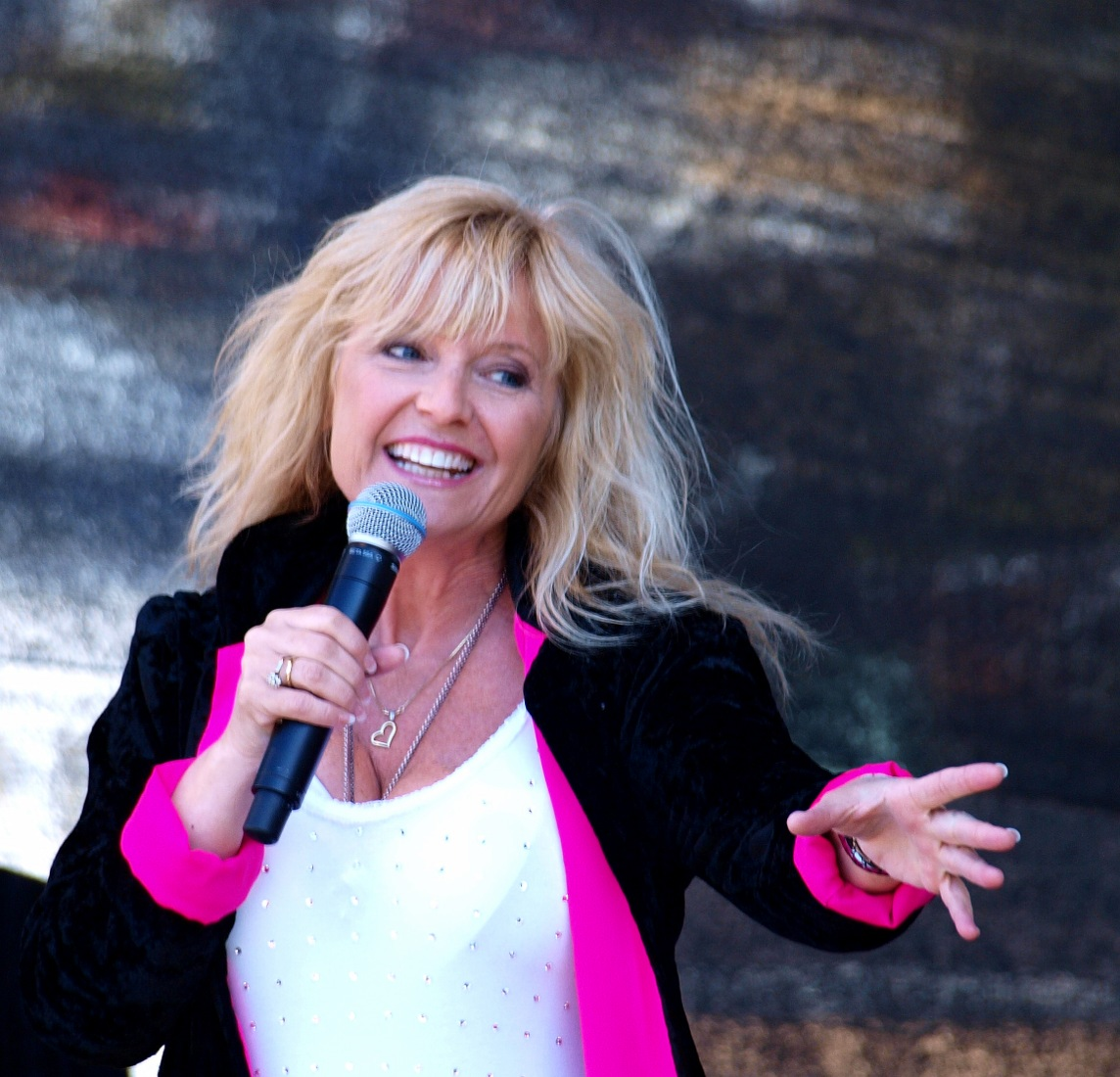
Hanne Krogh, à l'honneur de l'épisode 7

### Saison 12 (2022)

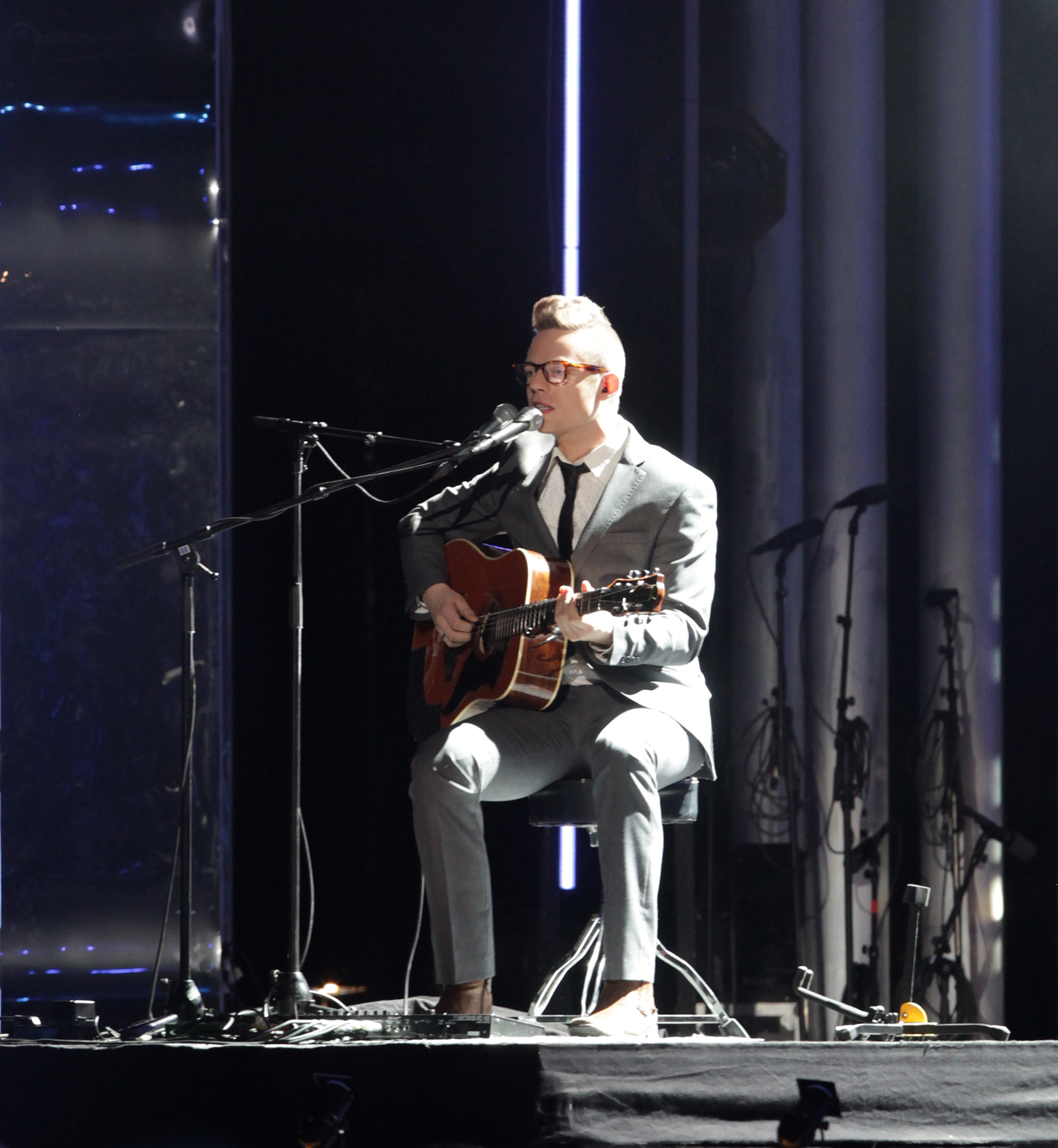
Jarle Bernhoft, à l'honneur de l'épisode 5

En 2022, les convives de la saison 12 sont au nombre de huit, à savoir : 1.TIX, 2.Maj Britt Andersen, 3.Øystein Greni, 4. Myra, 5. Jarle Bernhoft, 6. Arif, 7. Anna of the North et 8. Stig Brenner.
Exceptionnellement, pour cette douzième saison, le dernier épisode n'est pas consacré aux duos mais au huitième artiste en qualité d'invité d'honneur.

### Saison 13 (2023)
En 2023, les convives de la saison 13 sont : 1.Bjørn Eidsvåg, 2. Freddy Kalas, 3. Ingebjørg Bratland, 4. Emma Steinbakken, 5. Kristian Kristensen, 6. Karoline Krüger et 7. Isah.
Le premier épisode, consacré à Bjørn Eidsvåg, bat des records d'audience, réunissant devant leur poste plus d'un million de téléspectateurs (dans un pays totalisant 5 millions d'habitants),.

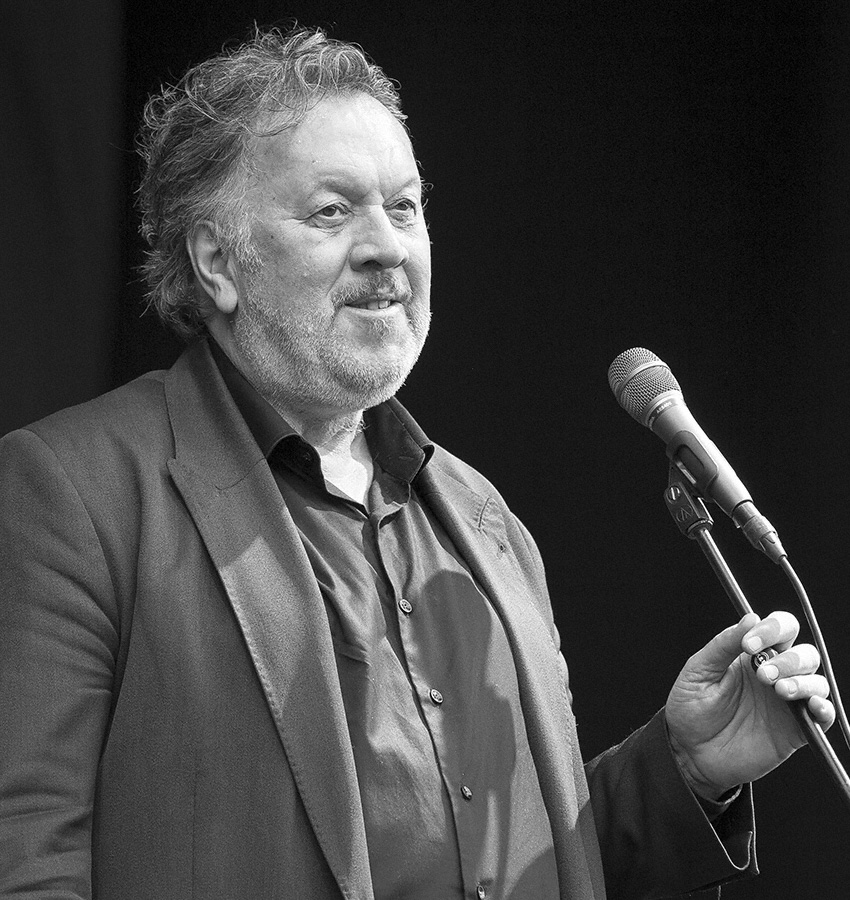
Bjørn Eidsvåg, invité d'honneur de l'épisode 1 (174341)

Le huitième et dernier épisode de la saison est consacré aux duos, ainsi :
- Emma Steinbakken et Bjørn Eidsvåg interprètent Drukne (Isah)[51]
- Kristian Kristensen et Isah interprètent September (Kristian Kristensen)[52]
- Isah et Emma Steinbakken interprètent Mysteriet deg (Bjørn Eidsvåg)[53]
- Kristian Kristensen et Ingebjørg Bratland interprètent Regnmakersmauet (Karoline Krüger)[54]
- Ingebjørg Bratland, Emma Steinbakken et Karoline Krüger interprètent Æ vente på din kjærlighet (Kristian Kristensen)[55]
- Karoline Krüger et Freddy Kalas interprètent Vink (Ingebjørg Bratland)[56]
- Tous les convives interprètent Shalala (Bjørn Eidsvåg)[57]

### Saison 14 (2024)
Pour la saison 14, prévue en 2024, les convives annoncés sont : Matoma, Mari Boine, William Kristoffersen (du groupe Ole Ivars), Emilie Hollow, Odin Staveland (du groupe Vamp), Ingrid Helene Håvik (du groupe Highasakite) et Ramón.

## Discographie
Sa diffusion à l'antenne terminée, chaque saison de Her gang vi møtes donne lieu à la sortie d'une compilation. Ainsi en va avec les compilations Hver gang vi møtes (pour la première saison)  et Hver gang vi møtes - sesong 2, sesong 3, sesong 4, sesong 5, sesong 6, sesong 7, sesong 8, sesong 9, sesong 10, sesong 11, sesong 12 et sesong 13. Il existe aussi des compilations avec les reprises chantées pour les invités d'honneur ainsi que des compilations pour les duos :
Hver gang vi møtes: Emma Steinbakken, Sanger fra Hver gang vi møtes: Kristian Kristensen ou Hver gang vi møtes: Karoline Krüger, Duetter sesong 7.

### Compilations
Classement norvégien
| Année | Titre                                              | Norvège,            | Norvège,   | Notes                                                                                |
| Année | Titre                                              | Durée du classement | Classement | Notes                                                                                |
| ----- | -------------------------------------------------- | ------------------- | ---------- | ------------------------------------------------------------------------------------ |
| 2012  | Hver gang vi møtes                                 | 33 semaines         | 1er        | 2 × Platine                                                                          |
| 2013  | Hver gang vi møtes - Sesong 2                      | 28 semaines         | 1er        | 3 × Platine                                                                          |
| 2014  | Hver gang vi møtes - Sesong 3                      | 6 semaines          | 4e         |                                                                                      |
| 2015  | Hver gang vi møtes - Sesong 4                      | 6 semaines          | 8e         |                                                                                      |
| 2016  | Hver gang vi møtes - Sesong 5                      | 4 semaines          | 16e        |                                                                                      |
| 2017  | Hver gang vi møtes - Sesong 6                      | 1 semaine           | 27e        |                                                                                      |
| 2018  | Hver gang vi møtes - Sesong 7                      | 1 semaine           | 16e        |                                                                                      |
| 2023  | Sanger fra Hver gang vi møtes: Kristian Kristensen | 4 semaines          | 4e         | 7 contributions de Kristian Kristensen dont des duos avec Isah et Ingebjørg Bratland |
| 2023  | Hver gang vi møtes: Karoline Krüger                | 2 semaines          | 19e        | 7 contributions de Karoline Krüger dont des duos avec Aslag Haugen et Freddy Kalas   |
| 2023  | Hver gang vi møtes: Emma Steinbakken               | -                   | 4e         | 8 contributions d'Emma Steinbakken dont des duos avec Bjørn Eidsvåg et Isah          |